# 東北地方太平洋沖地震
東北地方太平洋沖地震（とうほくちほうたいへいようおきじしん）は、2011年（平成23年）3月11日（金）14時46分に日本の三陸沖の太平洋を震源として発生した超巨大地震である。気象庁による正式名称は「平成23年（2011年）東北地方太平洋沖地震」（英: The 2011 off the Pacific coast of Tohoku Earthquake）。
地震の規模（マグニチュード）はM9.0で、日本の観測史上最大規模だった。また宮城県栗原市で最大震度7が観測された。震度7が記録されたのは、1995年（平成7年）の兵庫県南部地震（阪神・淡路大震災）・2004年（平成16年）の新潟県中越地震以来、観測史上3回目である。
この地震による災害を総称して「東日本大震災」と呼ばれる。本震とそれに伴う大津波、その後の余震は東北から関東にかけての東日本一帯に甚大な被害をもたらした。人的被害は災害関連死を含め死者19,765人・行方不明者2,553人（計22,318人）・負傷者6,242人となっており、日本における第二次世界大戦後最悪の自然災害といわれている。また、国際原子力事象評価尺度で最も深刻なレベル7と評価された福島第一原子力発電所事故も併せて発生した。

## 概要

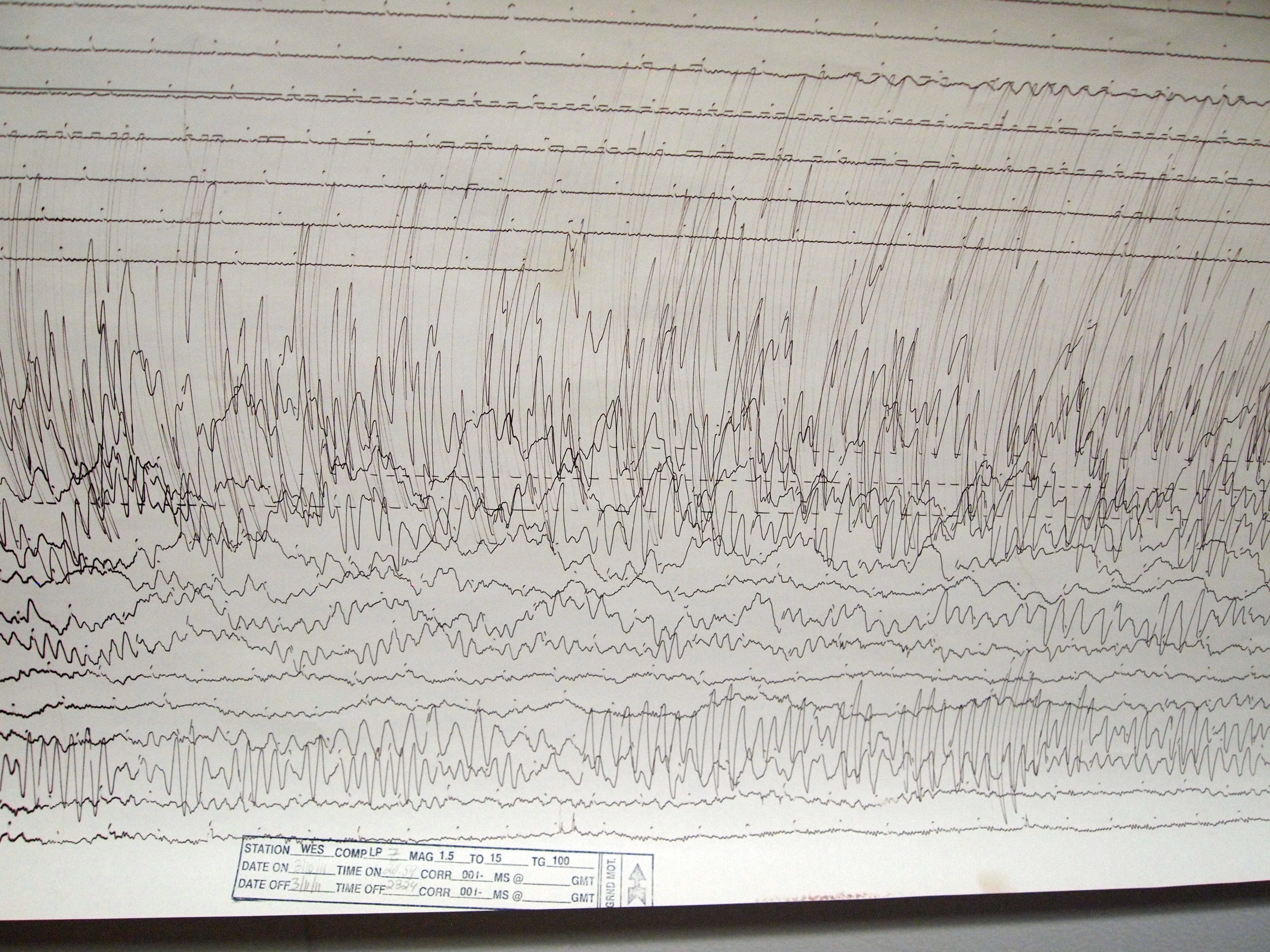
アメリカ合衆国のマサチューセッツ州のウェストン天文台で記録された東北地方太平洋沖地震

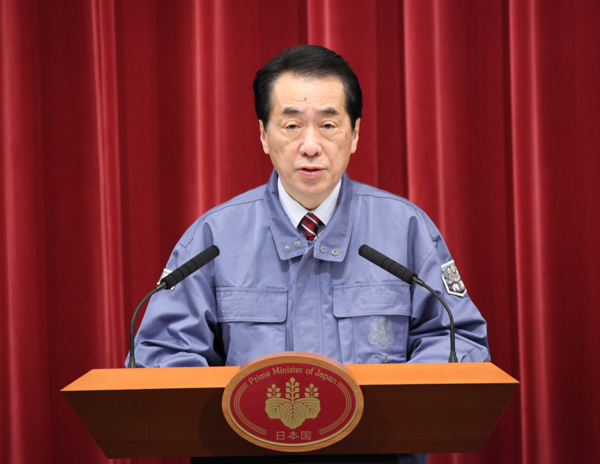
3月11日17時、地震発生を受けて記者会見する菅直人内閣総理大臣

この地震は、2011年3月11日14時46分18.1秒、牡鹿半島の東南東約130 kmの太平洋（三陸沖）の海底（北緯38度06.2分、東経142度51.6分）、深さ約24 kmを震源として発生した。太平洋プレートと北アメリカプレートの境界域（日本海溝付近）における海溝型地震で、震源域は岩手県沖から茨城県沖にかけての南北約500 km、東西約200 km、およそ10万平方キロの広範囲にわたった。地震の規模を示すマグニチュードはMw9.0 - 9.1（気象庁は9.0、アメリカ地質調査所は9.1。Mj8.4）で、大正関東地震（1923年）のMj7.9, Mw8.2を上回る日本観測史上最大であるとともに、世界でもスマトラ島沖地震（2004年）以来の規模で、1900年以降でも4番目に大きな超巨大地震であった。
| 順位                                 | 名称                 | 発生日（JST）  | 規模（M） |
| ------------------------------------ | -------------------- | -------------- | --------- |
| 1                                    | 東北地方太平洋沖地震 | 2011年3月11日  | 9.0       |
| 2                                    | オホーツク海深発地震 | 2013年5月24日  | 8.3       |
| 3                                    | 千島列島沖地震       | 2007年1月13日  | 8.2       |
| 3                                    | 北海道東方沖地震     | 1994年10月4日  | 8.2       |
| 3                                    | 十勝沖地震           | 1952年3月4日   | 8.2       |
| 3                                    | 明治三陸地震         | 1896年6月15日  | 8.2       |
| 7                                    | 小笠原諸島西方沖地震 | 2015年5月30日  | 8.1       |
| 7                                    | 択捉島沖地震         | 1963年10月13日 | 8.1       |
| 7                                    | 択捉島沖地震         | 1958年11月7日  | 8.1       |
| 7                                    | 昭和三陸地震         | 1933年3月3日   | 8.1       |
| 規模は宇津ほか（2010）・気象庁による |                      |                |           |

| 順位                           | 名称                                   | 発生日（UTC）  | 規模（Mw） |
| ------------------------------ | -------------------------------------- | -------------- | ---------- |
| 1                              | チリ、バルディビア                     | 1960年5月22日  | 9.5        |
| 2                              | アラスカ、プリンス・ウィリアム湾       | 1964年3月28日  | 9.2        |
| 3                              | スマトラ島・アンダマン諸島             | 2004年12月26日 | 9.1        |
| 3                              | 東北地方太平洋沖地震                   | 2011年3月11日  | 9.1        |
| 5                              | カムチャツカ半島東方沖                 | 1952年11月5日  | 9.0        |
| 6                              | エクアドル・コロンビア                 | 1906年1月31日  | 8.8        |
| 6                              | チリ、ビオビオ                         | 2010年2月27日  | 8.8        |
| 6                              | カムチャツカ半島南東沖                 | 2025年7月30日  | 8.8        |
| 9                              | アリューシャン列島、ラット諸島         | 1965年2月4日   | 8.7        |
| 10                             | アリューシャン列島、ユニマク島         | 1946年4月1日   | 8.6        |
| 10                             | アッサム・チベット                     | 1950年8月15日  | 8.6        |
| 10                             | アリューシャン列島、アンドレアノフ諸島 | 1957年3月9日   | 8.6        |
| 10                             | スマトラ島北部                         | 2005年3月28日  | 8.6        |
| 10                             | スマトラ島北部西方沖                   | 2012年4月11日  | 8.6        |
| 規模はアメリカ地質調査所による |                                        |                |            |

地震によって大規模な津波が発生した。最大で海岸から6 km内陸まで浸水、岩手県三陸南部、宮城県、福島県浜通り北部では津波の高さが8 - 9 mに達し、明治三陸地震（1896年）の津波を上回る最大溯上高40.1 m（岩手県大船渡市）を記録するなど、震源域に近い東北地方の太平洋岸では、その急峻な地形もあいまって高い津波が甚大な被害をもたらした。津波は関東地方の太平洋岸でも被害をもたらしたほか、環太平洋地域を中心に世界の海岸に達した。また、宮城県北部で最大震度7、岩手県から千葉県にかけて震度6弱以上を観測するなど広範囲で強い揺れとなり、関東地方の埋立地で大規模な液状化現象が発生した。一方東北太平洋岸では、地盤沈下により浸水被害が長期的に続いている。余震も過去例に無いペースで発生したうえ、通常の余震域外でも地震活動が活発化している。
津波、液状化、建造物倒壊など、東北の岩手県、宮城県、福島県の3県、関東の茨城県、千葉県の2県を中心とした被害は大きく、この地震による死者・行方不明者計約1万8,500人の大半は東北の3県が占めた。また、発電施設被害による大規模停電や一連の震災により、日本全国および世界に経済的な二次被害がもたらされた。
一方、地震と津波を要因とする人災により福島第一原子力発電所事故が発生し、10万人を超える被災者が屋内退避や警戒区域外への避難を余儀なくされた。警戒区域外でも、放射性物質漏れによる汚染が起きているほか、日本の原子力発電所の再稼働問題、電力危機なども発生した。
本地震の特徴として、いくつかが挙げられる。
海溝型地震であったこと
北アメリカプレートと、その下に沈み込む太平洋プレートの境界部、日本海溝と呼ばれる海域で発生した海溝型地震であった。
連動型地震であったこと
数十年 - 百数十年間隔で発生する海溝型のM8前後の大地震ではなく、それらが複数同時に発生する連動型地震であった。日本では19世紀終盤の近代観測開始以来初めて明瞭に連動型地震と断定されるものであった（スーパーサイクル参照）。
東北太平洋沖でこのような連動型地震が発生する事態は「想定外」であったといわれている
地質調査や文献調査では、南海トラフ沿いにおいて20世紀中盤から、関東地域において20世紀終盤から広く認識されていた一方、東北太平洋沖、北海道や千島列島の太平洋沖、九州や南西諸島の太平洋沖ではそれぞれ21世紀に入ってから（特に2004年のスマトラ島沖地震以降）その可能性を示す知見が得られつつあった程度で、地震学界でも強く認識されていなかった。そのため、被害想定でもM8前後の海溝型地震までしか想定されていなかった。本地震後、新たな知見の集約や地震想定を見直す動きが活発化している（#教訓参照）。
超巨大地震であったこと
Mw9.0は「超巨大地震」に分類され、19世紀終盤からの世界観測史上数回しか発生していない未曾有の規模であり、日本国内では観測史上最大の規模であった。
広範囲で強い揺れを感じたこと
規模が大きく震源域が南北に長かったため平行する本州・東日本の広範囲で強く揺れた。また、減衰しにくい長周期地震動によって名古屋、大阪など遠方でも揺れを観測し建物が損壊した。
揺れが長時間続いたこと
本震の地震動は東日本全域で6分間以上継続し、長い揺れとして体感された。長周期地震動は10分間以上、地球を自由振動させる超長周期地震動に至っては数十時間にわたって観測された。断層が滑る過程で、強い地震波を放出する破壊が数回に分けて断続的に発生したことが原因だとする説が発表されている。
短周期の揺れが主体であったこと
地震の規模に比して長周期の揺れは小さく、短周期の揺れが主体であったため、地震による直接の家屋被害は比較的起きにくかったといえる。ただし、家屋被害は宮城県と福島県を中心に広範囲に渡って発生している。
高い津波が発生したこと
東北・関東・北海道などの太平洋岸に数m以上の巨大津波が到達、内陸の浸水が広範囲に及んだ。津波地震でみられるような海溝寄りにおけるゆっくりとした断層の滑りや、津波が高さを増すような複数回にわたる滑りが生じていたことなどが原因だとする説が発表されている。
大きな地殻変動が生じたこと
東日本全域にわたる東方向への地殻変動や東北太平洋岸の地盤沈下などが、本震により急激に発生、その後も速度を緩めながらゆっくりと進行している。
液状化現象が多発したこと
関東地方の津波の影響を受けなかった埋立地を筆頭に液状化が顕著に現れた。
前震とみられる地震があったこと
本地震発生2日前の3月9日、前震とみられるM7.3、最大震度5弱の地震が三陸沖で発生した。その地震による震度1以上の余震は、本地震発生当日の3月11日午前まで発生している。
余震や誘発地震が多発していること
その規模の大きさに比例して余震の回数・規模ともに大きく、地震学で通常「余震域」とされる地域の外で「誘発地震」が発生した。研究者・行政双方から、東日本では本地震による地殻変動の影響などで、被害をもたらすような地震の発生が促されているとの発表がなされており、警戒が強められている。

## 名称
地震が発生した3月11日、気象庁はこの地震の現象を「平成23年（2011年）東北地方太平洋沖地震」と命名した。
英文による名称として
- 公式の名称、「The 2011 off the Pacific coast of Tohoku Earthquake」 - 気象庁、平成23年（2011年）3月11日命名[45]。
- 「Tohoku Region Pacific Coast Earthquake」 - 日本政府、首相官邸[21]。
- 「Tohoku - Pacific Ocean Earthquake」 - 防衛省、外務省、国土交通省、経済産業省など[46]。
- 「The Tohoku earthquake」 - アメリカ地質調査所 (USGS)、2011年3月16日時点[32][47]。
- 「The Sendai (earth)quake」 - 英語圏メディア[48]。
- 「The Japan (earth)quake」 - 英語圏メディア[49][50]。
- 「The Great East Japan Earthquake」- 東日本大震災

などがある。
地震発生後、しばらくの間は各メディアや組織・団体において震災としての名称は統一されておらず、「東日本大震災」や「東北関東大震災」などの呼称が用いられていたが、日本政府は2011年4月1日の持ち回り閣議で、この地震による災害およびこれに伴う原子力発電所事故による災害を「東日本大震災」とすることを了解、発表し、それ以降は各メディアでの呼称も「東日本大震災」に収束した。なお、気象庁は、自然現象としての「地震」の名称と、それにより引き起こされた「震災」の名称との違いに注意を喚起している。
その後、略称として月日より取られた「3.11」（さんてんいちいち、もしくは、さんいちいち）という記述も、メディアではしばしば見られる。なお、「3.11」は2011年新語・流行語大賞トップテンに選出された。

## 本震

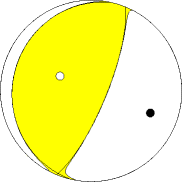
3月11日14時46分に発生した本震のCMT解（下半球等積投影法、気象庁による速報）

気象庁や防災科学技術研究所などによると、この地震の要素は以下の通り。なお、発生時刻や震源は既知の地下構造モデルによって算出された理論上の精密値であり、実際の要素と多少のずれが生じている可能性がある。
- 発生時刻: 2011年（平成23年）3月11日 金曜日 14時46分18.12秒[54]（日本標準時）
- 震源: 三陸沖（牡鹿半島の東南東約130 km付近、北緯38度6分12.6秒 東経142度51分39.6秒）
- 震源の深さ: 23.74 km[54]
- 地震の規模
  - モーメントマグニチュード (Mw) 9.0
  - 気象庁マグニチュード (Mj) 8.4[55]
- 最大震度: 震度7（宮城県栗原市築館、計測震度6.67[56]）
- 最大加速度 (PGA): 2,933.7ガル（宮城県栗原市築館）
- 発震機構: 西北西－東南東方向に圧力軸を持つ逆断層型（CMT解）[57][58]
- 地震の種類: 太平洋プレートが北アメリカプレート（オホーツクプレート）の下に沈み込んでいる沈み込み帯（海溝）である日本海溝で起きたプレート境界型地震

この地震により震度5弱以上を観測した地点は以下の通り。3月30日、4月25日、6月23日に一部の震度データが修正されている。この地震では発生から約3分後（14時49分）の震度速報で震度7が発表された。速報の段階で震度7が発表されたのはこの地震が初めてである。ちなみにこの地震における計測震度6.67は観測当時、史上最大のものである。また、仙台市で震度6強を観測したが、政令指定都市で震度6弱以上の揺れを観測したのは2005年の福岡県西方沖地震以来6年ぶりである。

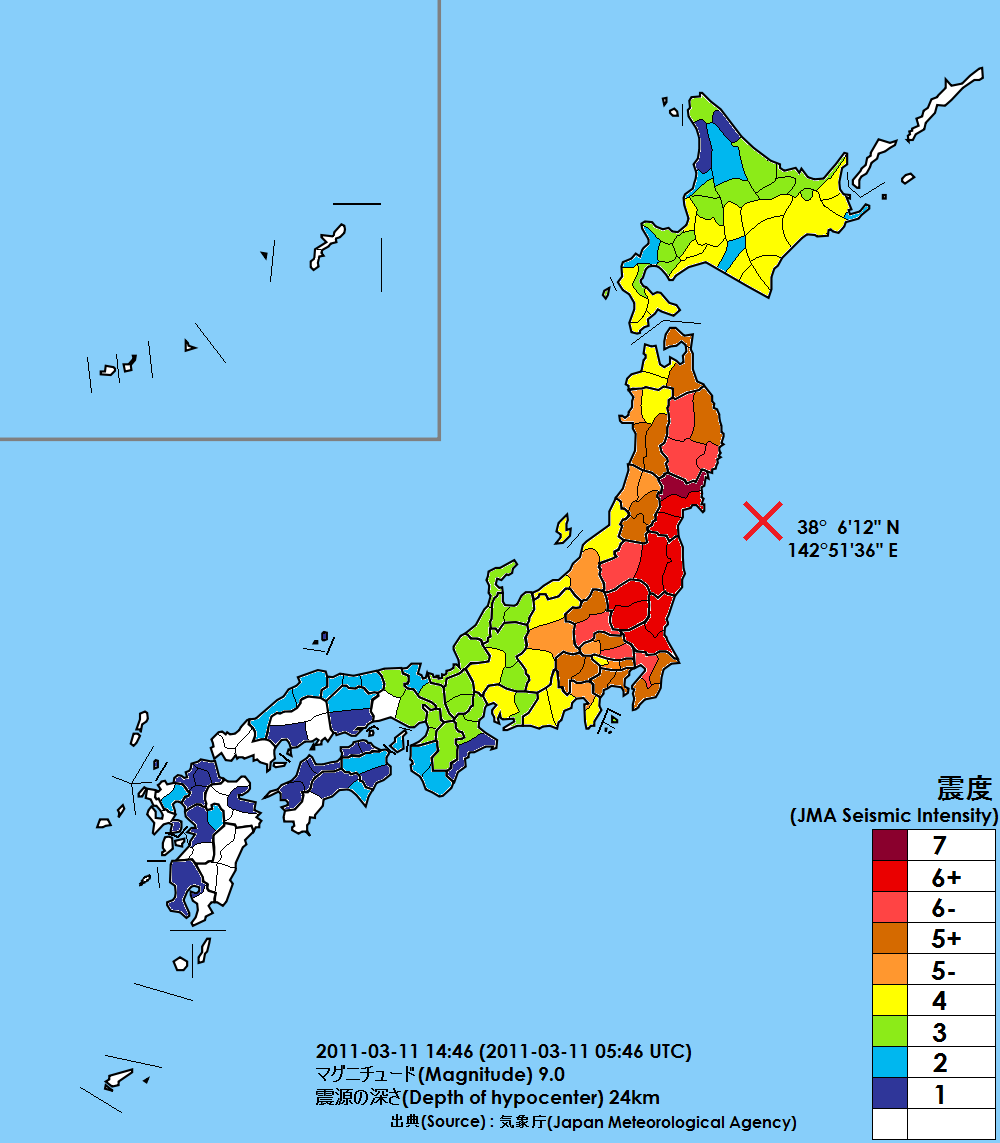
本震における日本各地・地域ごとの最大震度を示した震度分布図

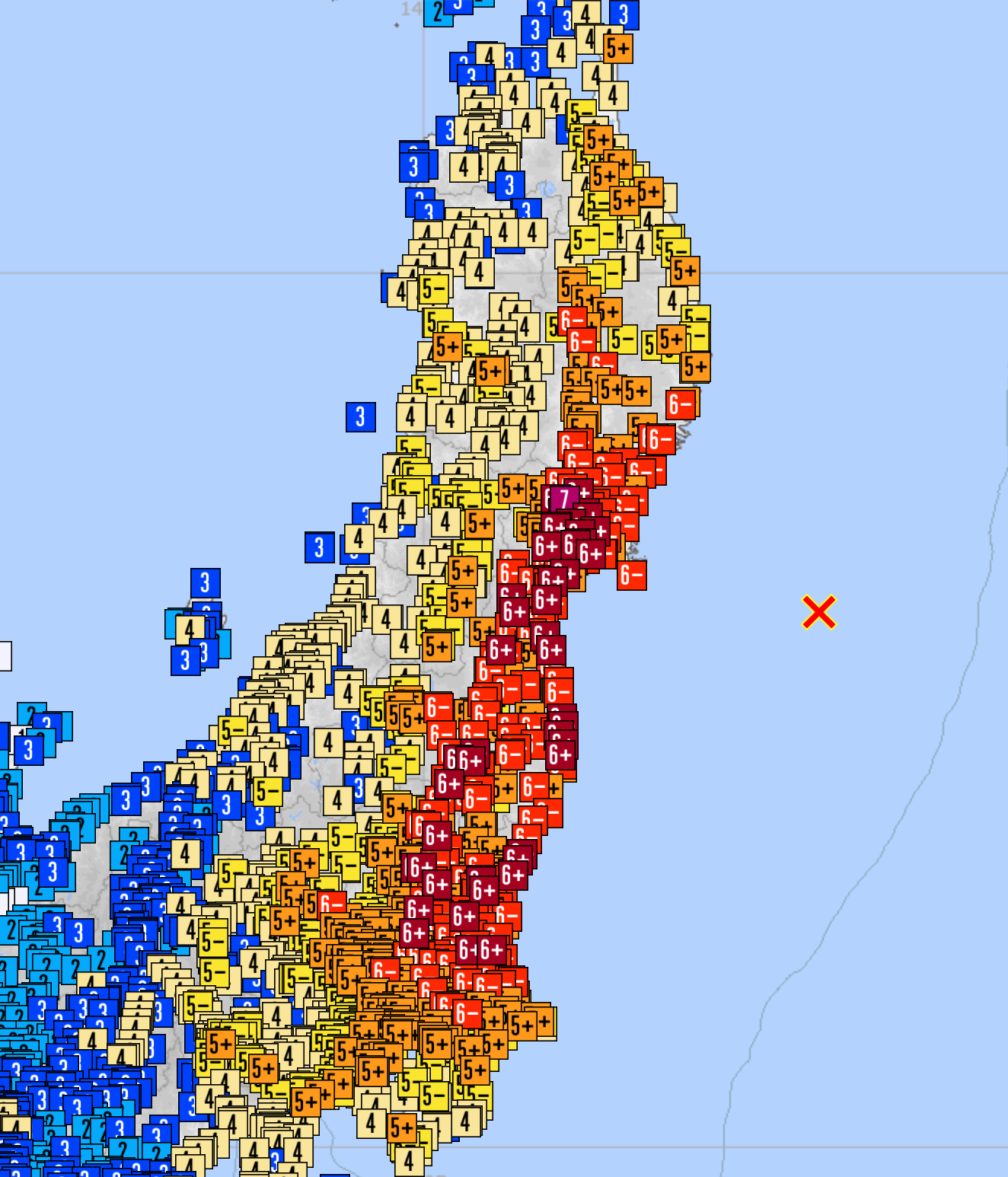
本震における気象庁の発表地点の震度分布図

| 震度 | 都道府県 | 観測点名 |
| ---- | -------- | --- |
| 7    | 宮城県   | 栗原市築館 |
| 6強  | 宮城県   | 涌谷町新町・栗原市若柳・栗原市高清水・栗原市一迫・登米市米山町・登米市南方町・宮城美里町木間塚・大崎市古川三日町・大崎市古川北町・大崎市鹿島台・大崎市田尻・名取市増田・蔵王町円田・宮城川崎町前川・山元町浅生原・仙台宮城野区苦竹・石巻市桃生町・塩竈市旭町・東松島市矢本・大衡村大衡 |
| 6強  | 福島県   | 白河市新白河・須賀川市八幡町・国見町藤田・鏡石町不時沼・天栄村下松本・楢葉町北田・富岡町本岡・大熊町下野上・双葉町新山・浪江町幾世橋・新地町谷地小屋 |
| 6強  | 茨城県   | 日立市助川小学校・日立市十王町友部・高萩市本町・笠間市中央・常陸大宮市北町・那珂市瓜連・小美玉市上玉里・筑西市舟生・鉾田市当間 |
| 6強  | 栃木県   | 大田原市湯津上・宇都宮市白沢町・真岡市石島・市貝町市塙・高根沢町石末 |
| 6弱  | 岩手県   | 大船渡市大船渡町・大船渡市猪川町・釜石市中妻町・滝沢村鵜飼・矢巾町南矢幅・花巻市大迫町・一関市山目・一関市花泉町・一関市千厩町・一関市室根町・一関市藤沢町・奥州市前沢区・奥州市衣川区 |
| 6弱  | 宮城県   | 気仙沼市赤岩・気仙沼市唐桑町・栗原市栗駒・栗原市瀬峰・栗原市金成・登米市中田町・登米市東和町・登米市豊里町・登米市登米町・登米市迫町・南三陸町志津川・南三陸町歌津・宮城美里町北浦・大崎市松山・白石市亘理町・仙台空港・角田市角田・岩沼市桜・大河原町新南・亘理町下小路・仙台青葉区大倉・仙台青葉区作並・仙台青葉区雨宮・仙台青葉区落合・仙台宮城野区五輪・仙台若林区遠見塚・仙台泉区将監・石巻市泉町・石巻市門脇・石巻市北上町・石巻市鮎川浜・石巻市相野谷・石巻市前谷地・東松島市小野・松島町高城・利府町利府・大和町吉岡・大郷町粕川・富谷町富谷 |
| 6弱  | 福島県   | 福島市五老内町・郡山市朝日・郡山市開成・郡山市湖南町・白河市表郷・須賀川市八幡山・須賀川市長沼支所・二本松市金色・二本松市油井・桑折町東大隅・川俣町五百田・西郷村熊倉・中島村滑津・矢吹町一本木・棚倉町棚倉中居野・玉川村小高・浅川町浅川・小野町中通・小野町小野新町・田村市大越町・田村市常葉町・田村市都路町・田村市滝根町・福島伊達市前川原・福島伊達市梁川町・本宮市白岩・いわき市小名浜・いわき市三和町・いわき市錦町・相馬市中村・福島広野町下北迫大谷地原・川内村上川内小山平・川内村上川内早渡・大熊町野上・飯舘村伊丹沢・南相馬市原町区高見町・南相馬市鹿島区西町・猪苗代町千代田 |
| 6弱  | 茨城県   | 水戸市金町・水戸市千波町・水戸市中央・水戸市内原町・日立市役所・常陸太田市高柿町・高萩市安良川・北茨城市磯原町・笠間市石井・笠間市下郷・ひたちなか市南神敷台・ひたちなか市東石川・茨城町小堤・東海村東海・常陸大宮市中富町・常陸大宮市野口・常陸大宮市山方・那珂市福田・城里町石塚・城里町阿波山・小美玉市小川・小美玉市堅倉・土浦市常名・土浦市下高津・石岡市柿岡・石岡市石岡・取手市井野・つくば市天王台・つくば市苅間・茨城鹿嶋市鉢形・茨城鹿嶋市宮中・潮来市辻・美浦村受領・坂東市山・稲敷市役所・稲敷市結佐・筑西市門井・かすみがうら市上土田・行方市麻生・行方市山田・行方市玉造・桜川市岩瀬・桜川市真壁・鉾田市鉾田・鉾田市造谷・鉾田市汲上・常総市石下・つくばみらい市加藤 |
| 6弱  | 栃木県   | 大田原市本町・那須町寺子・那須塩原市鍋掛・那須塩原市あたご町・真岡市田町・真岡市荒町・芳賀町祖母井・那須烏山市中央・那須烏山市大金・栃木那珂川町馬頭・栃木那珂川町小川 |
| 6弱  | 群馬県   | 桐生市元宿町 |
| 6弱  | 埼玉県   | 宮代町笠原 |
| 6弱  | 千葉県   | 成田市花崎・印西市大森・印西市笠神 |
| 5強  | 青森県   | 八戸市南郷・東北町上北南・五戸町古舘・階上町道仏・おいらせ町中下田・東通村小田野沢 |
| 5強  | 岩手県   | 宮古市茂市・山田町大沢・普代村銅屋・釜石市只越町・住田町世田米・盛岡市山王町・盛岡市薮川・盛岡市渋民・八幡平市田頭・八幡平市野駄・花巻市石鳥谷町・花巻市材木町・花巻市東和町・北上市柳原町・北上市相去町・遠野市松崎町・遠野市宮守町・一関市大東町・一関市東山町・一関市川崎町・金ケ崎町西根・平泉町平泉・奥州市水沢大鐘町・奥州市水沢佐倉河・奥州市江刺 |
| 5強  | 宮城県   | 気仙沼市笹が陣・気仙沼市本吉町津谷・宮城加美町中新田・宮城加美町小野田・色麻町四竈・栗原市鶯沢・栗原市花山・登米市石越町・登米市津山町・大崎市鳴子・大崎市三本木・大崎市岩出山・七ヶ宿町関・村田町村田・柴田町船岡・丸森町上滝・丸森町鳥屋・仙台太白区山田・石巻市大瓜・多賀城市中央・七ヶ浜町東宮浜 |
| 5強  | 秋田県   | 秋田市雄和妙法・大仙市大曲花園町・大仙市高梨 |
| 5強  | 山形県   | 上山市河崎・中山町長崎・尾花沢市若葉町・米沢市林泉寺 |
| 5強  | 福島県   | 福島市松木町・福島市桜木町・白河市郭内・白河市八幡小路・白河市東・白河市大信・大玉村曲藤・大玉村玉井・泉崎村泉崎・矢祭町東舘下上野内・矢祭町東舘・石川町下泉・平田村永田・古殿町松川新桑原・三春町大町・田村市船引町・福島伊達市保原町・福島伊達市霊山町・福島伊達市月舘町・本宮市本宮・いわき市平四ツ波・福島広野町下北迫苗代替・川内村下川内・葛尾村落合落合・南相馬市原町区三島町・南相馬市原町区本町・会津若松市東栄町・喜多方市塩川町・磐梯町磐梯・猪苗代町城南・会津坂下町市中三番甲・湯川村笈川・会津美里町新鶴庁舎 |
| 5強  | 茨城県   | 常陸太田市町屋町・常陸太田市町田町・常陸太田市大中町・大洗町磯浜町・大子町池田・常陸大宮市高部・常陸大宮市上小瀬・城里町徳蔵・土浦市藤沢・茨城古河市下大野・茨城古河市仁連・石岡市八郷・結城市結城・龍ケ崎市寺後・下妻市本城町・下妻市鬼怒・取手市寺田・取手市藤代・牛久市中央・つくば市小茎・阿見町中央・河内町源清田・八千代町菅谷・五霞町小福田・境町旭町・守谷市大柏・坂東市岩井・坂東市馬立・坂東市役所・稲敷市江戸崎甲・稲敷市柴崎・筑西市下中山・筑西市海老ヶ島・かすみがうら市大和田・神栖市溝口・神栖市波崎・桜川市羽田・つくばみらい市福田 |
| 5強  | 栃木県   | 日光市瀬川・日光市今市本町・大田原市黒羽田町・矢板市本町・那須塩原市共墾社・那須塩原市塩原庁舎・宇都宮市明保野町・宇都宮市中里町・足利市大正町・栃木市藤岡町藤岡・栃木市岩舟町静・佐野市高砂町・鹿沼市晃望台・小山市神鳥谷・小山市中央町・上三川町しらさぎ・益子町益子・茂木町北高岡天矢場・茂木町茂木・栃木さくら市氏家・栃木さくら市喜連川・那須烏山市役所・下野市田中・下野市石橋・下野市小金井 |
| 5強  | 群馬県   | 沼田市白沢町・前橋市富士見町・高崎市高松町・桐生市新里町・太田市西本町・渋川市赤城町・群馬明和町新里・千代田町赤岩・大泉町日の出・邑楽町中野 |
| 5強  | 埼玉県   | 熊谷市大里・行田市本丸・加須市三俣・加須市騎西・加須市北川辺・加須市大利根・東松山市松葉町・羽生市東・鴻巣市中央・鴻巣市吹上富士見・鴻巣市川里・深谷市川本・久喜市下早見・久喜市栗橋・久喜市鷲宮・吉見町下細谷・川口市中青木分室・春日部市中央・春日部市金崎・春日部市谷原新田・草加市高砂・戸田市上戸田・三郷市中央・幸手市東・吉川市吉川・川島町平沼・杉戸町清地・さいたま大宮区天沼町・さいたま中央区下落合・白岡市千駄野 |
| 5強  | 千葉県   | 銚子市若宮町・東金市日吉台・旭市南堀之内・旭市萩園・神崎町神崎本宿・多古町多古・白子町関・香取市佐原諏訪台・香取市役所・香取市羽根川・香取市仁良・山武市蓮沼ハ・千葉中央区中央港・千葉中央区千葉市役所・千葉中央区都町・千葉花見川区花島町・千葉若葉区小倉台・千葉美浜区稲毛海岸・千葉美浜区真砂・野田市鶴奉・野田市東宝珠花・成田国際空港・成田市中台・成田市役所・成田市松子・千葉佐倉市海隣寺町・習志野市鷺沼・柏市旭町・八千代市大和田新田・浦安市猫実・印西市美瀬・白井市復・栄町安食台・鋸南町下佐久間 |
| 5強  | 東京都   | 東京千代田区大手町・東京墨田区東向島・東京江東区東陽・東京江東区森下・東京江東区枝川・東京中野区中野・東京中野区江古田・東京杉並区桃井・東京荒川区東尾久・東京板橋区高島平・東京足立区伊興・東京足立区神明南・東京足立区千住中居町・東京江戸川区中央・東京江戸川区船堀・調布市西つつじヶ丘・町田市中町・新島村式根島 |
| 5強  | 神奈川県 | 横浜神奈川区神大寺・横浜西区浜松町・横浜中区山手町・横浜中区山下町・横浜中区山吹町・横浜港北区日吉本町・川崎川崎区宮前町・川崎川崎区中島・川崎川崎区千鳥町・寒川町宮山・二宮町中里・小田原市荻窪 |
| 5強  | 山梨県   | 中央市成島・忍野村忍草 |
| 5弱  | 青森県   | 八戸市内丸・十和田市西二番町・十和田市西十二番町・野辺地町田狭沢・七戸町七戸・七戸町森ノ上・六戸町犬落瀬・三戸町在府小路町・青森南部町平・青森南部町苫米地・おいらせ町上明堂 |
| 5弱  | 岩手県   | 宮古市鍬ヶ崎・宮古市長沢・宮古市五月町・宮古市田老・宮古市川井・宮古市区界・久慈市川崎町・久慈市長内町・山田町八幡町・野田村野田・大船渡市盛町・盛岡市馬場町・二戸市福岡・二戸市石切所・二戸市浄法寺町・雫石町千刈田・葛巻町葛巻元木・岩手町五日市・一戸町高善寺・八幡平市大更・軽米町軽米・紫波町日詰・花巻市大迫総合支所 |
| 5弱  | 宮城県   | 宮城加美町宮崎 |
| 5弱  | 秋田県   | 井川町北川尻・秋田市消防庁舎・秋田市河辺和田・由利本荘市西目町沼田・横手市大雄・大仙市刈和野 |
| 5弱  | 山形県   | 鶴岡市藤島・酒田市飛鳥・酒田市山田・三川町横山・遊佐町遊佐・遊佐町舞鶴・庄内町狩川・新庄市東谷地田町・最上町向町・舟形町舟形・大蔵村清水・戸沢村古口・村山市中央・天童市老野森・東根市中央・山辺町緑ヶ丘・河北町谷地・河北町役場・大石田町緑町・米沢市駅前・米沢市金池・南陽市三間通・高畠町高畠・山形川西町上小松・白鷹町荒砥 |
| 5弱  | 福島県   | 福島市飯野町・二本松市小浜・棚倉町棚倉舘ヶ丘・塙町塙・鮫川村赤坂中野・会津若松市材木町・会津若松市北会津町・会津若松市河東町・喜多方市御清水・喜多方市高郷町・下郷町塩生・西会津町野沢・西会津町登世島・柳津町柳津・会津美里町高田庁舎・会津美里町本郷庁舎・南会津町田島 |
| 5弱  | 茨城県   | 茨城古河市長谷町・利根町布川 |
| 5弱  | 栃木県   | 日光市鬼怒川温泉大原・日光市湯元・日光市芹沼・日光市中鉢石町・日光市足尾町松原・塩谷町玉生・那須塩原市蟇沼・那須塩原市中塩原・宇都宮市塙田・宇都宮市旭・栃木市旭町・栃木市大平町富田・栃木市都賀町家中・栃木市西方町本城・佐野市田沼町・佐野市葛生東・鹿沼市今宮町・鹿沼市口粟野・壬生町通町・野木町丸林 |
| 5弱  | 群馬県   | 沼田市西倉内町・沼田市下久屋町・沼田市利根町・中之条町小雨・前橋市駒形町・前橋市堀越町・前橋市粕川町・桐生市織姫町・桐生市黒保根町・伊勢崎市西久保町・伊勢崎市東町・伊勢崎市境・太田市浜町・太田市粕川町・太田市新田金井町・太田市大原町・館林市美園町・館林市城町・渋川市吹屋・渋川市伊香保町・安中市安中・吉岡町下野田・板倉町板倉・みどり市笠懸町 |
| 5弱  | 埼玉県   | 熊谷市桜町・熊谷市宮町・熊谷市妻沼・熊谷市江南・行田市南河原・本庄市児玉町・本庄市本庄・深谷市花園・久喜市青葉・久喜市菖蒲・嵐山町杉山・埼玉美里町木部・上里町七本木・川越市新宿町・川口市青木・川口市三ツ和・所沢市北有楽町・狭山市入間川・上尾市本町・越谷市越ヶ谷・蕨市中央・朝霞市本町・志木市中宗岡・和光市広沢・新座市野火止・桶川市泉・北本市本町・八潮市中央・富士見市鶴馬・蓮田市黒浜・坂戸市千代田・鶴ヶ島市三ツ木・伊奈町中央・埼玉三芳町藤久保・毛呂山町中央・松伏町松伏・さいたま浦和区高砂・さいたま岩槻区本町・秩父市上町・秩父市近戸町・秩父市熊木町・横瀬町横瀬 |
| 5弱  | 千葉県   | 銚子市川口町・茂原市道表・東金市東新宿・東金市東岩崎・旭市ニ・旭市高生・東庄町笹川・九十九里町片貝・芝山町小池・睦沢町下之郷・長生村本郷・匝瑳市八日市場ハ・匝瑳市今泉・香取市岩部・横芝光町宮川・横芝光町横芝・山武市殿台・山武市松尾町松尾・山武市埴谷・大網白里市大網・千葉稲毛区園生町・千葉緑区おゆみ野・市川市八幡・船橋市湊町・松戸市根本・柏市柏・柏市大島田・市原市姉崎・市原市国分寺台中央・流山市平和台・我孫子市我孫子・鎌ケ谷市新鎌ケ谷・四街道市鹿渡・八街市八街・酒々井町中央台・富里市七栄・館山市北条・木更津市役所・君津市久留里市場・いすみ市岬町長者・南房総市上堀・南房総市谷向・南房総市岩糸 |
| 5弱  | 東京都   | 東京千代田区富士見・東京千代田区麹町・東京中央区築地・東京中央区日本橋兜町・東京中央区勝どき・東京港区白金・東京港区南青山・東京新宿区上落合・東京新宿区歌舞伎町・東京新宿区百人町・東京文京区スポーツセンタ・東京文京区本郷・東京文京区大塚・東京台東区東上野・東京台東区千束・東京墨田区吾妻橋・東京江東区亀戸・東京品川区広町・東京品川区北品川・東京品川区平塚・東京目黒区中央町・東京国際空港・東京大田区大森東・東京大田区多摩川・東京大田区本羽田・東京世田谷区世田谷・東京世田谷区三軒茶屋・東京世田谷区成城・東京世田谷区中町・東京渋谷区宇田川町・東京中野区中央・東京杉並区阿佐谷・東京杉並区高井戸・東京豊島区東池袋・東京北区西ヶ原・東京北区赤羽南・東京荒川区荒川・東京板橋区板橋・東京板橋区相生町・東京練馬区豊玉北・東京練馬区光が丘・東京練馬区東大泉・東京足立区中央本町・東京葛飾区立石・東京葛飾区金町・東京江戸川区鹿骨・八王子市大横町・八王子市堀之内・八王子市石川町・武蔵野市緑町・武蔵野市吉祥寺東町・三鷹市野崎・東京府中市寿町・東京府中市白糸台・調布市小島町・町田市忠生・町田市役所・小金井市本町・小平市小川町・日野市神明・東村山市本町・東村山市美住町・国分寺市戸倉・西東京市中町・狛江市和泉本町・東大和市中央・清瀬市中里・多摩市関戸・稲城市東長沼・新島村大原・新島村本村 |
| 5弱  | 神奈川県 | 横浜神奈川区白幡上町・横浜西区みなとみらい・横浜中区日本大通・横浜南区別所・横浜保土ケ谷区上菅田町・横浜港北区大倉山・横浜戸塚区平戸町・横浜戸塚区戸塚町・横浜港南区丸山台東部・横浜港南区丸山台北部・横浜旭区上白根町・横浜緑区白山・横浜緑区十日市場町・横浜瀬谷区中屋敷・横浜瀬谷区三ツ境・横浜泉区岡津町・横浜泉区和泉町・横浜青葉区榎が丘・横浜青葉区市ケ尾町・横浜都筑区池辺町・川崎幸区戸手本町・川崎中原区小杉町・川崎宮前区宮前平・川崎宮前区野川・平塚市浅間町・茅ヶ崎市茅ヶ崎・大和市下鶴間・海老名市大谷・座間市緑ケ丘・綾瀬市深谷・厚木市中町・厚木市下津古久・伊勢原市伊勢原・南足柄市関本・中井町比奈窪・神奈川大井町金子・松田町松田惣領・相模原中央区中央・相模原緑区久保沢 |
| 5弱  | 新潟県   | 刈羽村割町新田・南魚沼市六日町 |
| 5弱  | 山梨県   | 甲府市飯田・甲府市相生・南アルプス市寺部・笛吹市一宮町末木・笛吹市春日居町寺本・笛吹市役所・山梨北杜市長坂町・市川三郷町岩間・甲州市塩山下於曽・甲州市塩山上於曽・甲州市役所・甲州市勝沼町勝沼・中央市大鳥居・中央市臼井阿原・富士川町鰍沢・山中湖村山中・富士河口湖町船津・富士河口湖町勝山・富士河口湖町長浜・ 富士河口湖町役場 |
| 5弱  | 長野県   | 佐久市臼田・佐久市中込・長野南牧村海ノ口 |
| 5弱  | 静岡県   | 御殿場市萩原・御殿場市役所 |

宮城県栗原市で最大震度7を観測し、激しい揺れは2分間続いた

。震度7を観測したのは、2004年の新潟県中越地震以来7年ぶり、観測史上3回目。仙台市内では震度6強を観測した。このほかにも宮城県、福島県、茨城県、栃木県の一部で震度6強を観測するなど、震源域が広かったことから強震が広範囲にわたった。東京都内でも震度5強や5弱の強い揺れに見舞われた。関東地方において震度6弱以上の揺れを観測したのは火山性地震を除けば関東大震災以来88年ぶりである。
また、気象庁の推計震度分布図によると、福島県いわき市で局地的に震度7相当の揺れがあったと推計されたほか、防災科学技術研究所の強震観測網によると、栃木県芳賀町にある観測点で震度7相当の揺れ（計測震度6.51）を観測していたことも分かっている。ただし、前者は震度計による観測ではない推計値であり、後日精査した震度および震源データを用いて再作成した推計震度分布では震度6強以下に更新されている。また後者も気象庁が発表する地震情報で使用する震度観測点ではない。
このほかに北海道・東海・甲信越などの一部地域で震度4、近畿でも震度3を観測した。遠く鹿児島市でも震度1を観測しており、震源から1,300 km以上離れていることから、地震波はS波だけでも5分以上かけて到達している。東京大学地震研究所の解析によると、本震の揺れは東日本全体で約6分間続いた。
日本国内で震度1以上を観測した地点がなかったのは宮崎県・沖縄県の全域と兵庫県・広島県・山口県・高知県・佐賀県・長崎県・熊本県・大分県・鹿児島県の一部地域のみ。長野市松代町の気象庁精密地震観測室（現・気象庁松代地震観測所）は、地震発生から2時間半おきに、この地震によると見られる5回の表面波を確認。地震波は時速14,000 km（大気中のマッハ11相当）で地球上を5周したと見られる。

## メカニズム

### 規模

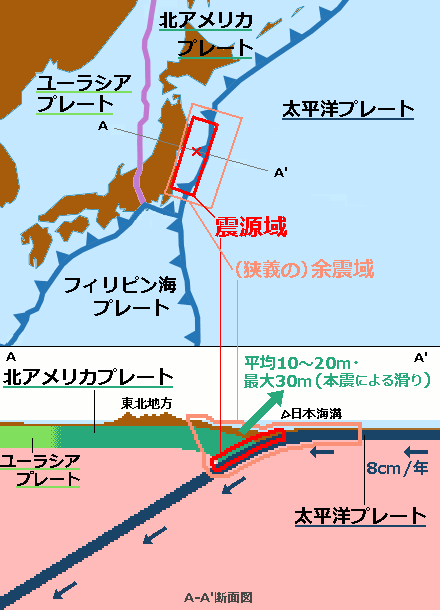
日本付近のプレートの分布および、本震震源域・余震域の分布とメカニズム

#### 日本観測史上最大の規模
気象庁は当初マグニチュードを、気象庁マグニチュードで7.9と速報値を発表したが、16時00分に8.4という暫定値を発表した。その後、新たにモーメントマグニチュードで17時30分に8.8と発表し、1900年以降で最大だった1933年昭和三陸地震のMw8.4や1963年択捉島沖地震のMw8.5を上回って、日本の近代地震観測史上最大となった。さらに、3月13日には外国の安定した遠地波形データと50分間の観測データを用いて9.0と発表した。通常、日本の地震で使用されるマグニチュードは「気象庁マグニチュード (Mj)」と呼ばれるもので、発表されたM7.9、8.4は気象庁マグニチュードの値であったが、M8.8、9.0は「モーメントマグニチュード (Mw)」の値であった。M9.0は、大正関東地震（Mw 8.2,1923年）の約16倍、兵庫県南部地震（Mw 6.9,1995年）の約1450倍のエネルギーに相当する。
気象庁は、地震発生3分後にMj7.9と推定した時点ではマグニチュードの「頭打ち」が起こっているとは認識できず、従来から想定されていた宮城県沖地震が発生したものと判断した。しかし実際には地震があまりに巨大だったため、地震発生から約1時間14分後（16時）に発表された暫定値の気象庁マグニチュード8.4でも正確な規模の把握はできなかった。通常15分程度で算出できるモーメントマグニチュードも、国内の広帯域地震計がほぼ振り切れたため対応できず、国外の地震波形データを用いMw8.8と算出したのは約54分後（15時40分）と時間が掛かった（報道発表は精査後の17時30分、地震発生から約2時間44分後）。しかし、気象庁松代地震観測所では、アメリカ地質調査所 (USGS) が運営するライブ・インターネット地震サーバー (LISS:Live Internet Seismic Server) などのデータを解析し地震から約10分後にはM9を算出していたがこの計算結果は警報に使用されなかった。また、アメリカ地質調査所は当初、モーメントマグニチュードを8.8と発表、地震発生から約34分後に8.9、約6時間後に9.0と速報値、同15日に確定値を発表し、1900年以降に世界で発生した地震の中で4番目の規模と発表した。
発表値の推移
- 3月11日
  - 14時49分 速報値 7.9、変位M
  - 16時00分 暫定値 8.4、変位M
  - 17時30分 暫定値 Mw 8.8
- 13日12時55分 暫定値 Mw 9.0

#### 海溝型地震・広い震源域
気象庁や東京大学地震研究所などによると、この地震は、断層面が水平に対して10度と傾きが浅く、西北西-東南東方向（ほぼ東西方向に近い）に圧縮される、低角逆断層（衝上断層）型のずれであった。水平方向の変位量が大きく、東北地方の太平洋沖地域に特徴的なタイプの海溝型地震である。断層の破壊が始まった震源地は三陸沖だが、断層破壊があった震源域は日本海溝下のプレート境界面に沿って南北に長く、最終的に、岩手県沖から茨城県沖までの南北約500 km、東西約200 km、深さ約5 km - 40 kmの範囲で、合計約10万 km2の広範囲に及ぶ。一方、スマトラ島沖地震 (2004年)では破壊域が長さ1,000 kmを越えたが、東北地方太平洋沖地震ではその半分程度の500 kmの破壊域でM9の規模であり、これは宮城県沖の震央付近での変位量が極めて大きかったことを意味している。

### 連動型地震
気象庁は地震発生後、この地震は単一ではなく、3つの地震が連動したもの（連動型地震）と解析した。会見で同庁地震予知情報課の課長は、「5分前後かけて連続して発生するという、複雑な起こり方をしている。極めてまれで、気象庁の観測で初めての経験」と述べた。文部科学省の地震調査委員会は13日に臨時会を開き、破壊断層は南北に400 km、東西に200 kmの広範囲で、少なくとも4つの震源領域で3つの地震が連動発生したと述べた。東京大学地震研究所は、「大きな断層破壊が、1.宮城県沖、2.宮城県のさらに沖合、3.茨城県北部沖の陸に近い部分、の順に起こった」と説明している。このうち第2の断層破壊で非常に大きな地殻変動が起きており、最大滑り量は30 m超あるいは60 mと推定されていたが、最終的にこの滑り量は平均で62 mと計算された。この最大滑り量は2004年スマトラ島沖地震など世界の他の超巨大地震よりも大きく世界最大のものである。震源域の中で強い地震波を放出した点（破壊が大きいところ、セントロイド）は大きく震源の東側付近と茨城県沖の2つに分かれており、連動型地震特有の長く複雑な破壊過程を経た。震源域が広いため広範囲で揺れを観測し、プレート境界深部が破壊したため震源域近部では強震となった。また、プレート境界浅部が2度にわたって破壊したことで2つのピークを持つ大津波を生じた。
地震波の解析により、プレート境界の海溝側の浅い部分と陸地側の深い部分で往復する形で破壊が進行したことが判明し、2011年5月20日付けのサイエンスに発表された。海溝側の浅い部分の破壊は津波地震の特徴でもあり、これにより津波が巨大化した可能性も指摘されている。
1. 発生から3秒間は浅い（約25 km）海溝側で、3月9日に発生したM 7.3の前震よりも小さい、緩やかな初期破壊。
2. 40秒かけて深部（約40 kmまで）に破壊が伝播し、短周期の地震波により陸上の激しい揺れをもたらす。
3. 続いて発生60 - 75秒後にかけて浅い海溝付近でダイナミックオーバーシュート（dynamic overshoot、動的過剰滑り）により長周期の地震波と大規模な津波を発生。
4. その後、再び深部へ破壊が伝播し、発生90秒後にかけて短周期の地震波により再度陸上の激しい揺れをもたらす。大きな破壊は100秒後までに止む。

この蓄積された歪を超える滑りであるダイナミックオーバーシュートによる強大な津波の発生メカニズムが明らかとなり、1896年の明治三陸地震津波は海溝側の浅部の滑りにより強大な津波が発生したものと理解される。
また、海底活断層や約100万年前に日本海溝から北米プレート下に沈み込んだ海山が関与している可能性も指摘されている。この地域のプレート境界は元来摩擦が少なく固着しにくいとされ、M9規模の超巨大地震が発生した原因はこれまで不明となっていたが、この海山が留め金として働いていた可能性があるという。
小山 (2013) らは、本地震が従来連動型地震の起こりにくいとされてきた比較的高角の沈み込み帯である日本海溝で発生したこと、三陸沖中部から茨城県沖の陸側の震源域の連動に加えて海溝寄りまで震源域となり2重の地震セグメント帯 (Double Segmentation) であったことなどから、Single Segmentationと推定される1707年宝永地震や1960年チリ地震などとは異なる発生過程をたどったと考えた。従来低角でチリ型の沈み込み帯に分類されていた南海トラフやチリ海溝南部は地震前には明確な地震空白域を形成しているが、本地震の発生した日本海溝では明確な空白域は見られない、あるいはDouble Segmentationと推定される本地震や1964年アラスカ地震などでは狭い範囲に超大すべり域が存在するなどの特徴が見られ、超巨大地震にも多様性があることが示された。

### 地震波・揺れの特徴

宮城県栗原市築館における本震時の震度波形。揺れ始めてから30秒後に1つ目のピーク、更に50秒後に2つ目のピークがある。震度4以上の揺れが約3分間続いた。

東京都千代田区大手町における本震時の震度波形。揺れ始めてから100秒後に最大に達した。震度4以上の揺れが約2分間続いた。

本地震の本震による揺れの特徴として、広範囲で強い揺れに見舞われたこと、揺れの継続時間が長かったこと、長周期地震動が広範囲で長時間発生したこと、短周期の揺れが主体で家屋被害は比較的起きにくかったことが挙げられる。
本震では、地震動の発生源である断層の破壊が複雑な過程で約150秒間も続いた。この中には、1.宮城県沖3箇所、2.宮城県のさらに沖合、3.福島県沖3箇所、4.茨城県北部沖、5.茨城県中部沖での計5回の大きな断層破壊が含まれており、各地の地震波形にそれが表れている。地震波は秒速3 - 7 kmという限りある速度で伝播するため、異なる場所で発生した地震波が時間差で到達し、破壊継続時間以上の長さで強い震動が継続した。後日の詳細な震源過程解析によれば、例えば野津厚(2012)はSPGAモデルを導入し、発震からの約150秒間を9のサブイベントに分けることで地震波形を精度良く再現できるとしている。
- 野津の解析によるサブイベントの発震時間[104]

1. 14:46:43.5 S1-1 破壊開始（宮城県沖）、1978年宮城県沖地震のスーパーアスペリティの再活動
2. 14:46:46.9 S1-2 （宮城県沖）
3. 14:47:33.4 S1-3 （宮城県沖）
4. 14:47:26.3 S2 （宮城県沖の海溝軸付近の浅い部分）
5. 14:47:57.1 S3-1 （福島県沖）
6. 14:48.04.4 S3-2 （福島県沖）
7. 14:48:15.0 S3-3 （福島県沖）
8. 14:48:25.8 S4 （茨城県沖）
9. 14:48:30.9 S5 （茨城県沖）

青森県から神奈川県にかけての各地で、震度4以上の揺れの継続時間が軒並み2分（120秒）を超え、特に崩壊範囲の中間に位置する福島県いわき市で3分10秒（190秒）に達するなどした。また、地震動を感じ始めてから最大の震動を記録するまでの時間が長く、宮城県仙台市では約30秒後、茨城県日立市では約70秒経過後であった。仙台市や塩竈市でも3分程度揺れが継続し、数十秒間だった1995年兵庫県南部地震や1978年宮城県沖地震と比べて非常に長かった。
また日本全国で長周期主体の地震動を観測した。変位応答スペクトル波形では周期7秒付近に変位40 - 50 cmのピークがあり、7秒前後の固有振動周期をもつ建物の揺れが大きかったと分析されている。また高層建築物の高層階で片振幅最大30 - 60 cm程度の変位が観測された。それでも、M9という地震の規模の割には長周期の揺れは小さかった。
岩手・宮城・福島・茨城・栃木の各県で観測された本震の地震波の波形を速度応答スペクトル解析した結果によると、極短周期地震動・短周期地震動に当たる周期0.1 - 1秒の範囲で最も大きな揺れが見られる地点が多く、それより長い周期では相対的に揺れは小さかった。宮城県栗原市築館（震度7）、塩竈市、茨城県日立市では、「キラーパルス」（一般的な木造住宅への破壊力が最も生じやすい揺れの周期）に当たる周期1 - 2秒では100カイン (cm/s) であり、木造家屋の倒壊被害が目立った1995年の兵庫県南部地震（阪神・淡路大震災）における200 - 300カインに比べて小さく、家屋被害は起きにくい揺れだったと考えられる。震度7を観測した栗原市においても全半壊した建物は47棟で、死者は0人だった。一方で家屋被害は宮城県と福島県を中心に、茨城県にまで及んだ。震源域の中間に位置する福島県では、震源に近い浜通りだけではなく、内陸の中通り地方でも土砂の崩壊や家屋損壊が目立ち、矢吹町（震度6弱）では30%の家屋が全半壊し、郡山市（震度6弱）でも2万棟の家屋が全半壊するなど、他県の内陸市町村に比べて特に被害が集中した。

## 過去の地震・想定地震との比較

### 地震調査委員会の想定
この地震の震源となった三陸沖は、フォッサマグナより東側の日本（東北日本孤）を乗せている北アメリカプレート（オホーツクプレート）に対して、太平洋の広範囲を乗せている太平洋プレートが年間約8 cmの速さで東南東から押し寄せ、青森県から千葉県にかけての沖合にある日本海溝を境にして東北地方・関東地方の下に沈み込んでいる。太平洋プレートが沈み込んでいるこの付近には、M7を超えるような海溝型地震の震源域が多数存在しており、本地震発生前の段階で地震調査委員会ではこの地域を以下の8つの領域に区切ってその発生間隔や確率を評価していた。
| 日本海溝の海溝型地震の発生評価 （2011年1月1日、地震調査委員会） | 日本海溝の海溝型地震の発生評価 （2011年1月1日、地震調査委員会） | 日本海溝の海溝型地震の発生評価 （2011年1月1日、地震調査委員会） | 日本海溝の海溝型地震の発生評価 （2011年1月1日、地震調査委員会） | 東北地方太平洋沖地震による破壊の程度 （4月11日発表） | 発生評価 （2012年1月1日） | 発生評価 （2012年1月1日） |
| 領域 （上掲の想定震源域画像参照）                               | 領域 （上掲の想定震源域画像参照）                               | M                                                               | 30年以内の 発生確率                                             | 東北地方太平洋沖地震による破壊の程度 （4月11日発表） | M                         | 30年以内の 発生確率       |
| --------------------------------------------------------------- | --------------------------------------------------------------- | --------------------------------------------------------------- | --------------------------------------------------------------- | ---------------------------------------------------- | ------------------------- | ------------------------- |
| 三陸沖北部                                                      | 固有地震                                                        | M8.0前後                                                        | 0.5 - 10%                                                       | -                                                    | M8.0前後、 Mt8.2前後      | 0.7 - 10%                 |
| 三陸沖北部                                                      | 固有地震以外                                                    | M7.1 - 7.6                                                      | 90%程度                                                         | -                                                    | M7.1 - 7.6                | 90%程度                   |
| 三陸沖中部                                                      | 三陸沖中部                                                      | -                                                               | -                                                               | 震源域にも含まれる                                   | -                         | -                         |
| 宮城県沖                                                        | 固有地震                                                        | M7.4前後                                                        | 99%                                                             | 震源域にも含まれる                                   | M7.4前後                  | 不明                      |
| 宮城県沖                                                        | 固有地震以外                                                    | M7.4前後                                                        | 99%                                                             | 震源域にも含まれる                                   | M7.0 - 7.3                | 60%程度                   |
|                                                                 | （宮城県沖と三陸沖南部海溝寄りの連動）                          | M8.0前後                                                        | -                                                               | 震源域にも含まれる                                   | -                         | -                         |
|                                                                 | （宮城県沖と三陸沖南部海溝寄りの連動）                          | M8.0前後                                                        | -                                                               | すべり量が大きい ※本震の震源域                       | -                         | -                         |
| 三陸沖南部 海溝寄り                                             | 固有地震                                                        | M7.7前後                                                        | 80 - 90%                                                        | M7.9程度                                             | ほぼ0%                    |                           |
| 三陸沖南部 海溝寄り                                             | 固有地震以外                                                    | M7.7前後                                                        | 80 - 90%                                                        | M7.2 - 7.6                                           | 50%程度                   |                           |
| 福島県沖                                                        | 福島県沖                                                        | M7.4前後が 複数回連続                                           | 7%程度以下                                                      | 震源域にも含まれる                                   | M7.4前後が 複数回連続     | 10%程度                   |
| 茨城県沖                                                        | 固有地震                                                        | M6.7 - 7.2                                                      | 90%程度以上                                                     | 震源域にも含まれる ※M7.6の最大余震の震源域           | M6.9 - 7.6                | 70%程度                   |
| 茨城県沖                                                        | 固有地震以外                                                    | M6.7 - 7.2                                                      | 90%程度以上                                                     | 震源域にも含まれる ※M7.6の最大余震の震源域           | M6.7 - 7.2                | 90%程度か それ以上        |
| 房総沖                                                          | 房総沖                                                          | -                                                               | -                                                               | -                                                    | -                         | -                         |
| 三陸沖北部から房総沖の海溝寄り                                  | 津波地震                                                        | M8.2前後                                                        | 20%程度                                                         | 一部すべり量が大きい                                 | Mt8.6 - 9.0               | 30%程度                   |
| 三陸沖北部から房総沖の海溝寄り                                  | 正断層型                                                        | M8.2前後                                                        | 4 - 7%                                                          | 一部すべり量が大きい                                 | M8.2前後、 Mt8.3前後      | 4 - 7%                    |
| 東北地方太平洋沖型の地震                                        | 東北地方太平洋沖型の地震                                        | -                                                               | -                                                               | -                                                    | Mw8.4 - 9.0               | ほぼ0%                    |

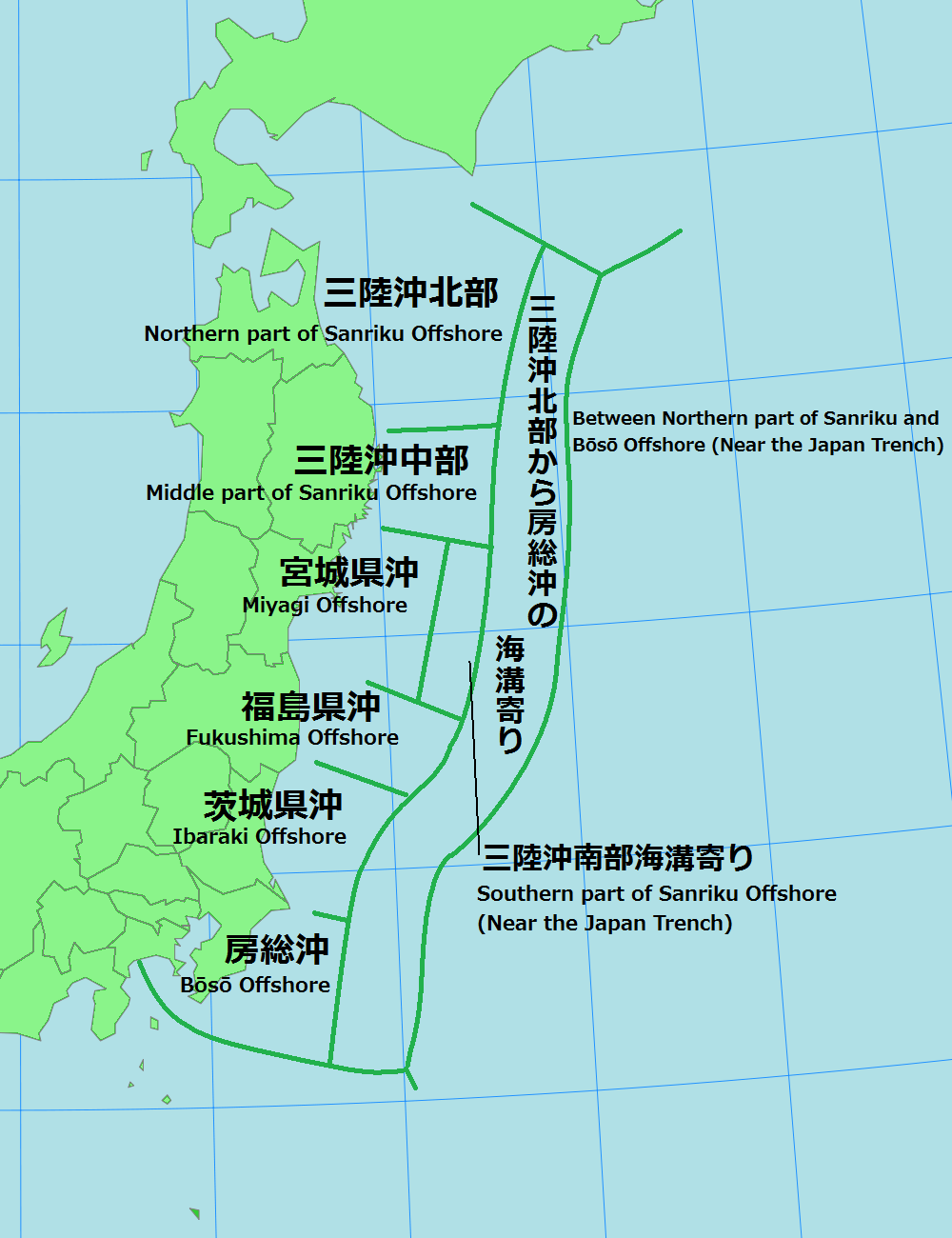
三陸沖〜房総沖の海溝型地震想定震源域

このうち「宮城県沖地震」の領域は30年以内にM7.4前後の地震が99%で発生するという評価がなされていた上、平成17年の地震によってそのアスペリティの一部（3つのうち1つ）が破壊された、つまり宮城県沖地震は平成17年（2005年）に部分的に再来したと考えられ、残りの2つのアスペリティは近いうちに破壊されて地震を起こすと考えられていた。
断層の破壊が最初に始まった（震源）「三陸沖南部海溝寄り」やその海溝側にあたる「三陸沖から房総沖の海溝寄り」の中部で20 mを超える非常に大きな断層運動が発生したのをはじめ、この地震の南北500 km・東西200 kmにおよぶ震源域は、「三陸沖中部」、「宮城県沖」、「福島県沖」、「茨城県沖」の計6つの領域に及んでいた。破壊は牡鹿半島沖の震源から南北へ連鎖的に進んでいったが、北米プレートの下に沈み込んだフィリピン海プレートの北東端が地殻破壊の南下を食い止め、「房総沖」の北隣の「茨城県沖」で止まった。また、北側では1994年三陸はるか沖地震あるいは1968年十勝沖地震（「三陸沖北部」に該当する）の震源域南端付近で止まっている。このような広い震源域を持つM9の巨大地震は、従来想定されていなかった。

### 想定に入れられなかった過去の巨大地震

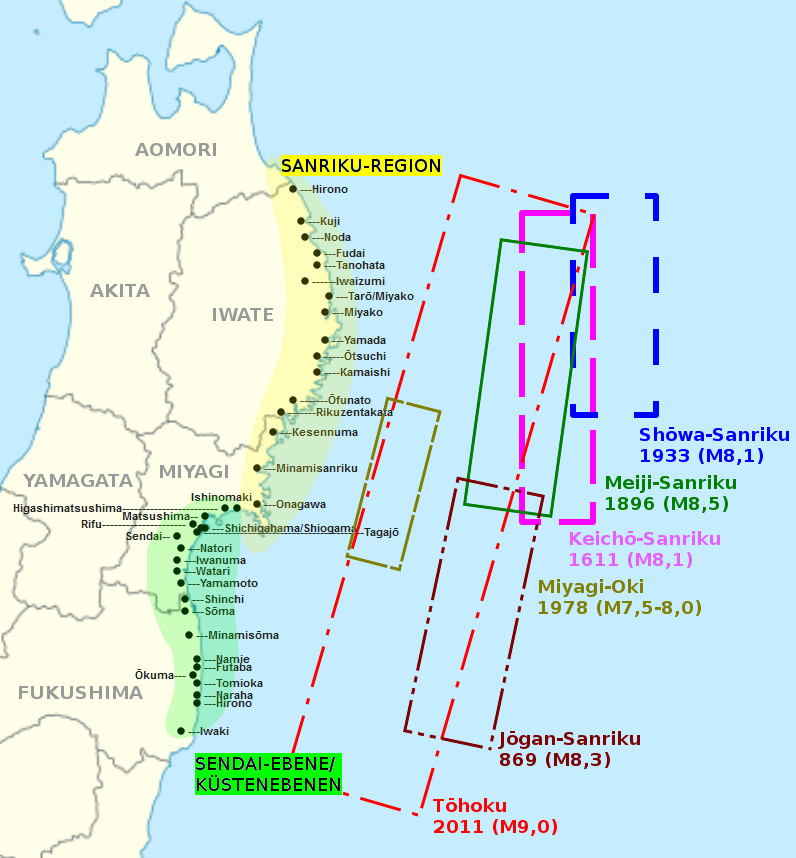
過去に日本海溝地域にあった地震の推定震源域の比較

この地震の震源域は、869年（貞観11年）に宮城から福島にかけての太平洋沖で発生したM8.4（産業技術総合研究所による）の貞観地震の推定震源域と類似しており、地震発生直後よりこの再来である可能性が指摘された。貞観地震は以前より文献記録によって知られていたものの、2000年代になって津波堆積物の調査によって石巻・東松島で海岸から3 km内陸まで遡上、仙台で同2 km、名取・岩沼で同4 km、亘理・山元で同2 kmと大規模な津波を伴う巨大地震であったことが明らかになった。堆積物の広域調査から同様の巨大地震は紀元前390年頃、430年頃、貞観11年（869年）、1500年頃と過去4回発生しており、再来間隔は450 - 800年程度と推定する報告があった。また、東北学院大学の地質調査により、約2千年前の弥生時代にも津波が発生しており、本地震で発生した津波浸水域と同程度の浸水域が仙台平野では発生していた可能性があることが地震後報道された。これらのことから、東北地方太平洋沖地震発生後に海溝型地震の長期評価見直しを進めた政府の地震調査委員会は2011年11月24日、津波堆積物の調査結果を反映して、紀元前4 - 3世紀頃、4 - 5世紀頃、869年の貞観地震、15世紀頃、今回の地震、合わせて都合5回、三陸から房総にかけて約600年周期で海溝型地震が発生していると認定し、次回の地震規模はM8.3 - 9.0としている。なお、869年貞観地震は日本海溝深部、1896年明治三陸地震は日本海溝浅部の、お互い隣接する細長い震源領域の地震と考えられており、本地震は「貞観地震と明治三陸地震が同時発生した」と見る研究者もいる。
2011年4月13日、東北大学の当地震の緊急報告会で、東北アジア研究センター教授の平川新は、江戸時代に整備された宿場町が、今回の地震で津波被害を受けていないことを指摘。「慶長16年（1611年）に発生した慶長三陸地震では、当地震と同等規模の津波浸水域が発生したとされ、その経験を基に宿場・街道などが整備された」、「明治時代以降の土地利用で津波経験の記憶を喪失した」との報告を行った。また、同報告会では、貞観地震で発生した津波よりも本地震で発生した津波の方が大規模だったとの報告も行われている。
石橋克彦は「日本三代実録」の記録を基に、今回の地震が貞観地震より大規模なもので震源域が南に延びていたかもしれないと推定している。理由は、貞観地震では京都（今回震度3）や関東（今回震度4 - 5）の地震記事がないというものである。
岩手県大槌町では岩手県や大槌町の調査により、本地震による津波の浸水範囲は、明治三陸地震による津波の浸水範囲とほぼ同程度だったことが判明している。同年5月15日にこれが発表されるまで町側は津波の規模や被害を想定外としていたが、実際には本地震から過去115年前にも同規模の津波が襲来したことが明らかになり、改めて三陸沿岸一帯が「津波常襲地帯」であることが浮き彫りになった。

## 予知および前兆現象
東北地方太平洋沖地震では地震予知は成功せず、巨大地震の発生前に起こるとされているプレスリップ（前兆すべり）も観測されなかった。地震学界で確立されていると考えられていた地震の規模・発生域と発生間隔を予測する確率論的な「長期予知」においても、この地震のように東北地方太平洋沖の広範囲が破壊してMw9.0に達するような巨大地震は予見されておらず、前項の地震調査委員会の発生評価にもなかったことから、「想定外」の事態であった。
ただ、このような地震を予見しうる手掛かりはいくつかあった。比較沈み込み学の「日本海溝は沈み込む太平洋プレートが古いため超巨大地震は発生しない」という定説に対して、古い海洋プレートが沈み込んでいる地域で起きた2004年スマトラ島沖地震によって疑問が提起されていた。また2000年代に日本の地震学界での支持が広がっていた「アスペリティモデル」に対しても矛盾が指摘されていて、地震の活動度に地域差がある東北沖では地震の少ない地域では「非地震性のすべり」がひずみを解消しているという説を見直す動きもあった。また2000年代後半以降、地質調査により仙台平野内陸などでほとんど知られていなかった巨大地震の津波の痕跡が次々と明らかになっていてこれらの知見を確率論的地震予知に反映しようとする動きが始まっていた。しかし、2011年3月11日時点では、超巨大地震発生の想定にはまだ至っていなかった（東北地方太平洋沖地震及び津波のメカニズムも参照）。
こうした経緯から、地震後は従来の説を見直す動きや様々な方法で地震予知をしようとする動きが活発化している。また、地震の発生想定の拡充を求める意見や、「確率が低いから地震は来ない」といった楽観論を生みやすい確率論的な地震予知に対する批判・反省を行う向きがあり、予知よりも減災・防災に力を入れるべきとする見解を表明する地震学者もいる。
事後の検証において、1976年から2011年までの期間に本震震源域で発生した Mw 5.0 以上の地震と潮汐力の関係を調査したところ、1976年からの約25年間は相関関係がなかった。しかし、2000年頃から次第に相関関係が現れ、本震の発生直前では明瞭な傾向が出現し、断層に掛かる力が最大になる時間帯に地震が多く発生していた。特に、前震とされる3月9日11時45分（三陸沖）M 7.3 の震源と本震の破壊開始点の間の領域付近には強い相関が現れていたが、本震以降は潮汐力との関係は見られなくなった。

### 静穏化
長期的な静穏化と短期的な静穏化の複数の『静穏化』現象が生じていたことが複数の研究者により報告されている。この静穏化の後、後述の前震活動が始まった。
中長期的
- 勝俣啓(2011)[141]は、気象庁の一元化震源カタログを用いて1965年から2010年までのM4.5以上の地震のデータを解析したところ、本震で最もすべり量の大きかった領域の深部側で約22年前の1989年頃から静穏化が起きていたとしている。
- 松浦律子(2011)らは[142]、1885年以来のM6以上の地震カタログを使い解析したところ、相対的静穏化が2000年頃に明瞭に出現し2008年には通常のレベルに戻っていたと報告している。

### 前震活動
3月9日（水曜日）11時45分（本震の約51時間前）に、本震震源の約50 km北東に当たる北緯38度19.7分、東経143度16.7分、深さ8 kmの三陸沖を震源とするMw7.3、宮城県栗原市・登米市・美里町で最大震度5弱を観測する地震が発生し、青森県から福島県にかけての太平洋沿岸に津波注意報が発表され、大船渡市で0.6 mの津波を観測した。また、翌3月10日6時23分にはその近くでM6.8・最大震度4の当時最大余震と考えられていた地震が発生するなど、3月11日の巨大地震当日にかけて震度1以上を観測する余震が発生していた。気象庁はこれが「前震だった可能性がある」としている。また、2011年2月13日から、3月9日の地震とほぼ同じ場所でM5.5を最大とするM5クラスの地震がまとまって発生していた。
これより約1カ月前の2月中旬以降、3月11日の本震の破壊開始点北側で2度の短期的スロースリップイベント（ゆっくりすべり）が発生し、3月11日の本震の破壊開始点に向かう微小地震の震源移動が続いていた。1度目は、2月中旬から2月末にかけて、2度目は3月9日のM7.3の地震の発生後で、これらのスロースリップにより、モーメントマグニチュード(Mw) 7.1に相当する地震エネルギーが解放されたと考えられる。この短期的スロースリップが、巨大地震の発生を促進した可能性が指摘されている。一方、3月11日の本震の破壊開始点西側の領域では、約10年前の2002年ころから長期的スロースリップが生じており、「この長期的スロースリップが2011年の地震の発生を早めた可能性がある」とする研究がある。
地震学において前震では、地震の規模と回数の関係式（グーテンベルグ・リヒター則）における系数b値が通常の1よりも小さな値となり、「地震の規模に比して小さな余震が少ない」ことが知られている。この3月9日の地震ではb値が約0.47と、通常の日本海溝付近における0.8に比べて顕著に小さく、前震の可能性が高い有力な根拠の一つとされているほか、日本海溝地域で1960年代から2011年までb値が減少し続けていたことが明らかとなった。
ただし、3月11日の本震と震源域が重複せず隣接していることから、前震ではなく9日の地震により11日の地震が誘発された可能性を指摘する研究者もいる。

### 電離層全電子数
北海道大学教授の日置幸介によるGEONET（GPSの連続観測網）の公開データを用いた調査では、地上局とGPS局を結ぶ経路がちょうど震源域上空の電離層における最大電子密度高度約300 kmと交差する局において電離層全電子数 (TEC) の変化を推定した結果、電子密度の増大が地震発生の約40分前から発生しており、これを地図面に投影すると20分前から地域の特定ができることが分かり、1994年北海道東方沖地震や2010年チリ地震でも確認されたことから「巨大地震の直前予知には有望な手法」だとしている。また、電気通信大学名誉教授の早川正士は、アメリカ・ワシントン州ジム・クリークの超長波局NLKが250キロワットで送出している24.8kHzビーコンの、東京調布での夜間継続観測において、地震発生約5日前の3月5日と3月6日電離層に振幅が小さくなる異常があったとしている。

### すべり欠損
プレートの相対的平均速度から期待される相対変位量から実際の相対変位量を引いた値が、「すべり欠損」と呼ばれるが、宮城県沖ではこのすべり欠損が蓄積し続けていたと考えられる。つまり、歪みの蓄積量に対し地震による放出量が不足し、放出されない歪みが蓄積され続けていた。実際の観測データで見ると2003年と2005年に相次いで宮城県沖地震が発生したが2003年と2005年の放出量は1978年より少なく、一部の研究者は注視していた。また、海溝軸付近で約50 mの最大滑り量を観測しているが、松澤はプレート間の相対滑り込み速度は年間8 cm程度であることを考えると、約600年分のすべり欠損が一回の地震で解消されたことになるとしている。

## 余震・誘発地震活動

### 余震

#### 余震の多発
余震活動は極めて活発で、本震から1時間足らずの間にM7以上の強い地震が立て続けに3回発生した。このうち、本震30分後の15時15分には茨城県沖を震源とするM7.6の最大余震が発生し、茨城県鉾田市当間で震度6強を観測した
。本震の直後、東北大学地震・噴火予知研究観測センターが設置していた地震計の3割が破壊されたり、通信回線が途絶したりするなどしてセンターは余震の観測データを受け取れなくなり、気象庁が発する地震情報や緊急地震速報に支障が生じる事態となった。
一連の余震は、岩手県沖から茨城県沖までの幅約200 km、長さ約500kmの範囲を震源としている。3月中にM5以上の余震は479回、震度1以上の余震は3,016回発生した。2021年3月6日までに観測されたものでは、M5以上が990回、M6以上が135回、M7以上が11回、最大震度4以上のものは429回、最大震度1以上のものは14,710回あった。M5以上の余震の回数は日本観測史上最大であった1994年北海道東方沖地震の4 - 5倍の記録的なペースで推移しており、2004年スマトラ島沖地震 (Mw9.1) や2010年チリ地震 (Mw8.8) の余震活動と比べても活発である。特に福島県浜通りから茨城県北部にかけては、4月11日の地震を最大として活発な地震活動がみられ、M3以上の地震は2012年8月までに1600回を超えた。
また発生数もさることながら、単独で被害をもたらすような大きな余震が時間を経て度々発生するのも本地震の特徴である。本震から1ヶ月近く経過した4月7日には宮城県沖を震源とするM7.2、最大震度6強の余震が発生し4人が死亡した。また、4月11日には福島県浜通りを震源とするM7.0、最大震度6弱の余震（福島県浜通り地震）が発生し4人が死亡した。本震から1年経過後も活発な余震活動が続き、2012年3月14日には千葉県東方沖を震源とするM6.1、最大震度5強の余震が発生し1人が死亡した。2012年12月7日には三陸沖を震源とするM7.3、最大震度5弱の余震が発生し最大98 cmの津波を観測し3人が死亡した。2016年11月22日には福島県沖を震源とするM7.4、最大震度5弱の余震が発生し最大1.4mの津波を観測した。2021年2月13日には福島県沖を震源とするM7.3、最大震度6強の余震が発生し1人が死亡した。このほか、2011年7月10日、2013年10月26日、2014年7月12日にもM7以上の余震が発生している。
気象庁は3月13日から4月21日にかけて、M7.0以上の地震が3日以内に発生する「余震の発生確率」を発表、当初は70%と高かったが次第に低下していった（余震の発生確率を参照のこと）。その後4月28日には、減少がみられることから発生確率の発表を行わなくなり「今後もまれに大きな余震が起こることもある」とした。一方同年4月時点で、東京大学准教授の井出哲は「M7レベルの地震は10回以上は起きる」、当時東京大学地震研究所の大木聖子は「最大余震が1年後に発生することもありうる」、との指摘をしている。また、同年11月18日に気象庁は地震予知連絡会で、同月15日から12月14日までの1か月間に本震域や周辺においては15%の確率でM7以上の余震が発生するとの分析結果を報告した。これは発生したM5以上の余震の傾向から得たもの。また余震は減少傾向にはあるものの3月11日以前の7倍の確率であり、大きな余震への警戒を要するとしている。2016年3月、政府の地震調査委員会の委員長・本蔵義守は、「（本震から5年以上経った今でも）M8を超えるような規模の余震が起きてもおかしくない。」と述べた。

#### 余震の広域性
一連の余震は、本震の震源域に当たる岩手県沖から茨城県沖までの幅約200 km・長さ約500 kmの範囲と、そこに隣接する海溝軸の東側（アウターライズ）を震源としている。多くは本震と同種の「海溝型地震」（プレート境界地震）であるが、震源域西側の地殻の浅い所では「内陸地殻内地震」（内陸直下型地震：大陸プレート内地震）、震源域西側の地殻の深い所では「スラブ内地震」（深発地震：海洋プレート内地震の一種）、海溝軸東側では「アウターライズ地震」（海洋プレート内地震の一種）も発生している。特に日本海溝東側の海溝外縁隆起帯（アウターライズ）では本震による地殻変動の影響で、余震が発生した場合に後述のようにより規模が大きくなる可能性が高まったことも指摘されている。このほか、次節で述べるように震源域から数百kmも離れた所でM6以上の比較的大きな地震が多数発生しており、巨大地震による地殻変動の影響が考えられることもこの地震で特徴的とされる。

#### 余震の表現を取りやめ
2021年2月16日、気象庁は今後は本地震の震源域で発生した地震を余震と表現しないことを検討していると発表した。同年4月1日、それ以降は余震と表現しないことを決定した。その理由として、本地震前の発生頻度に近づいており、余震域での地震の回数が減少していること、10年以上が経過し本震の影響により発生したかどうかの判断が難しくなったことなどを挙げている。また、余震という表現では大地震は起きないという印象を与えかねず、防災意識の低下を防止するためでもあるという。ただし、本地震の余震活動が終わっているわけではなく、震源域での1年あたりの地震活動は本地震発生前よりも多い状況が続いていることから、気象庁は引き続き注意するよう呼びかけている。

### 誘発地震
この地震では震源域から離れたところでも被害地震（遠隔誘発地震)が発生している。これらも大きな視点では、一連の地震活動の中に含まれると考えられており、震源域で発生する余震と区別して「誘発地震」や「広義の余震」と呼ばれている。複数の専門家が、本地震によって東日本を中心に地殻変動や応力の変化が生じ、地震の発生が促進された地域があるとの見解を発表している。

#### 表面波による動的誘発
神奈川県箱根町の箱根火山地下浅部では、本震の揺れが継続中であった14時49分から50分にかけてM3.8 - 4.2の地震が4回立て続けに発生し、本震の地震動と重なって局地的に最大で震度6弱の揺れを観測したことが、神奈川県温泉地学研究所が独自に設置した地震計の地震波解析で判明した。震源は駒ケ岳・大涌谷の深さ2 - 6 km地点、M4規模であったため強い揺れは0.5秒程であった。箱根の断層が本震の影響を受けやすい向きであったために、本震による長周期の地震動（表面波）に誘発されたものとみられている。この地震は箱根に本震の表面波が到達した頃から発生しており、本震の地震波に伴う地盤の動的応力変化によって発生した動的な誘発地震と考えられている。
また、京都大学防災研究所の宮沢理稔が行った、気象庁や研究機関など日本各地約1500箇所の地震計のデータから本震や余震による直接の地震波を取り除く手法による解析では、本震後約15分間に関東から伊豆諸島、四国、九州までの広い範囲で約80 - 100回以上、M5未満の誘発地震が発生していたことが判明した。以前より活動が活発な飛騨や北伊豆で顕著に増加した。さらに誘発地震は本震の震源域から南西方向に秒速3.1 - 3.3 kmで広がっており、これは表面波の伝達速度と一致する。本震のLg波 Rg波などの表面波により起励され、「火山近傍」「プレート境界付近」「近年の規模の大きな地震が発生した余震域」などの地震が起きやすい地域で誘発されたとみられていて、動的誘発作用（ダイナミックトリガリング）によるものと推察されている。動的誘発作用が広がっていく過程が確認されたのは初めてとされる。

#### 本震後の陸側プレート内部での誘発地震
3月12日未明には長野県北部でM6.7、最大震度6強の地震が発生し、引き続いて震度6弱を観測する地震が2回発生するなど長野県北部から新潟県中越地方で活発な地震活動がみられた。さらに15日夜には静岡県東部でM6.4、最大震度6強の地震が発生した。これらの地震は内陸の活断層における地震であり、気象庁は3月12日に「太平洋沖での地震と直接関係はないが、地殻変動などにより誘発された可能性は否定できない」と述べ、今後も震度6弱の余震が連続して起こる可能性があると注意を呼びかけた。
この他には、秋田県内陸北部、福島県浜通り、茨城県南部、長野県中部、栃木県北部でも震度5強以上の地震が発生している。気象庁精密地震観測室では、6月30日に長野県中部の地震 (M5.4) が発生した震源域付近において、本地震後から震度1以上の有感地震の増加を観測しており、本地震による地殻変動が影響した可能性があるとの見解を示している。震源域の付近に位置し本震後に発生確率が上がったとされた牛伏寺断層との関連については、「震源の状況から別の断層によるものとみられる」との見解を示している。また、福島県会津地方から山形県置賜地方にかけては本震以降に群発地震が発生し、2011年5月7日のM4.6を最大として2011年12月末までに体に感じない微小地震を含め、16000回を越える地震を観測している。
本震後には東日本全体で地殻変動が観測されていることから、これらの地震は東日本内陸部の地殻に加わっていた応力が大きく変化した事が引き金になって発生したものと考えられている。このような地震は特殊な例ではなく、過去の海溝型の大地震後にも余震域周辺および震源域とは離れた場所で、数年間に渡って誘発地震が発生したケースがある。

#### 本震後のプレート境界での誘発地震
関東地方南方沖では北アメリカプレートと太平洋プレートに加えてその間にフィリピン海プレートが沈み込んでいて、沈みこんだプレートが地下50 - 100 km程度に位置する茨城県南部は以前より地震が多発している地帯だが、本震後も誘発地震が多数発生した。3月24日 (M4.8) と4月2日 (M5.0) の地震は沈み込んだフィリピン海プレートと上盤側の北アメリカプレートとの境界付近で発生しているが、4月16日 (M5.9) と7月15日 (M5.4) の地震はフィリピン海プレートの下にさらに沈み込んでいる太平洋プレートとのプレート境界付近で発生しており、震源となるプレート境界が異なっている。いずれも震源地としては内陸部であるが、プレート境界で発生する海溝型地震に分類されている（詳細は「東北地方太平洋沖地震の前震・本震・余震の記録」を参照）。
その他の地域では本震における未破壊領域となっている、南北に長い日本海溝にある本震の震源域の南端（房総沖および千葉県東方沖）や北端（三陸沖北部、1994年の三陸はるか沖地震の震源域）での波及地震の発生が懸念されている。さらに、この他にも同海溝の北隣にある千島海溝（十勝沖及び根室半島沖）、北アメリカプレート内の他の境界部（糸魚川静岡構造線および日本海東縁変動帯）での波及地震に注意する必要があるという指摘がある。
加えて、産業技術総合研究所の石川有三招聘研究員は関東南部におけるフィリピン海プレートの境界部でも地震活動が活発化していると指摘している。南関東直下地震の確率が上昇したとの報道が2011年9月以降にされているほか、調査により関東地方地下のフィリピン海プレートの深さが従来の想定よりも浅い所にあることが判明したことを受けて2012年3月には同地震の見直した震度推定が公表されるなど、関東地方でも被害地震の発生が懸念されている。
東北太平洋沖で早ければ2011年4 - 5月中にも再びM8級の巨大地震が発生する可能性が高いと見る専門家もおり、これが4月に報道されていた。当時京都大学防災研究所准教授の遠田晋次は、M8級の誘発地震が発生した場合、仙台市に10 mの津波が襲来すると計算している。文部科学省の地震調査委員会（地震調査研究推進本部）は、「三陸沖から房総沖の海溝寄り」の領域で発生すると予測されていた津波地震の想定Mt（津波マグニチュード）を従来の8.2前後から8.6 - 9.0前後に更新し、誘発される可能性があると発表した。また、同じくM9規模の超巨大地震である2004年のスマトラ島沖地震のように、数年かけて周辺で大地震が続発する可能性があるという指摘もなされている。

#### スロースリップ現象の誘発
千葉県房総半島沖では、明瞭な振動を伴わないスロースリップが誘発され、従来は平均6年間隔で発生していたが前回の発生から4年目で発生した（「千葉県東方沖地震 (1987年)#千葉県東方沖のスロースリップ現象」も参照）。この活動の総放出エネルギー量は、モーメントマグニチュードMw6.5と推定されている。

## 地殻変動

### 地震活動の変化
本震のすべり量が大きい日本海溝の海溝軸付近では、プレート境界より深いところの海洋プレート内部では余震が多発しているものの、プレート境界の逆断層型の余震は少ない。原因として、本震時にすべり量が大きかった場所ではひずみが十分に開放された一方、その周囲では本震や余効変動によってひずみが蓄積しているため余震が多発しているのではないかという考えがあるほか、この地域では通常プレート間の固着が非常に強固であることから、本震後すぐに強固な固着が復活してしまった可能性が指摘されている。
また、震源域に近い海域での大規模な誘発地震の発生が注目されている。宮城県・福島県遠方沖、日本海溝東側の海溝外縁隆起帯にあたる太平洋プレート上に設置した海底地震計等により4月から2ヶ月間行われた、海洋研究開発機構 (JAMSTEC) による海洋プレート内地震の調査では、深さ約20キロの浅い領域は本震発生以前の正断層型のまま変化はないが、約40キロの深い領域では本震発生以前の逆断層型から正断層型の地震に変化していた。本震の影響によりプレート内部の応力の方向が変化している可能性などが考えられ、これまでと異なり深い部分まで応力の方向が揃ったため、プレート内部の地震がM8級の巨大地震に及ぶ可能性も指摘されている。日本海溝東側のように沈み込む手前の海洋プレート内で発生する地震はアウターライズ地震と呼ばれており、大きな津波が発生しても震源が陸地から遠いため揺れが小さくなるといった「津波地震」と類似した特徴があるため、避難行動が遅れて被害が拡大する恐れがある。本震40分後の15時25分に発生したM7.5の余震が該当し、過去には1933年昭和三陸地震もこのタイプで甚大な津波被害を出した。

### 地殻変動・沈降（地盤沈下）
本震および、余震を含む余効変動により、大きな地殻変動が発生した。東日本全域が東方向に10 cm以上移動するなどその範囲は広い。東北から関東、甲信越までの東北日本の地殻は普段より太平洋プレートの沈み込みによる西方向への圧縮力を受けていたが、東北地方太平洋沖地震とその後の余効変動では逆に東方向への引っ張り力を受けており、地震活動の変化が懸念されている。また陸側の太平洋プレート上の震源域付近では隆起、震源域の西側では沈降が発生したため、東北から関東にかけての太平洋岸では軒並み地盤沈下が起きて二次被害をもたらしている。震源に近いところではさらに大きな地殻変動が起きていて、研究によっては震源に近い海底で東に推定50 m以上という、世界の地震観測史上類を見ない急激な移動が生じた。
- 国土地理院の計測による上下方向の最大移動は、宮城県石巻市鮎川浜の電子基準点付属標「牡鹿」で1.14 m沈降である。
- 国土地理院の計測による水平方向の最大移動は、宮城県女川町江島の二等三角点「江ノ島」での東南東方向5.85 mである[223]。また、岩手県陸前高田市で4.473 m、東京都足立区で0.41 m動いた。遠い所では新潟県村上市1.41 m、石川県輪島市0.58 m、福井県勝山市0.26 m、岐阜県飛騨市で0.33 m移動している。なお3月12日の長野県北部地震 (M6.7) は、水平移動0.92 m[注 27]の場所で起こっている。
- 国土地理院の計測によると、すべての日本の地図（経緯度）の基準となる日本経緯度原点が、27.67 cmだけ真東へ移動した。また、国会前庭にある日本水準原点が、24 mmだけ沈下した[注 28]。
- 陸域観測技術衛星 (ALOS)「だいち」のレーダーからも、広範囲で地殻変動があったことが解析された[注 29]。
- 同上の地球観測研究センターでは被災地の地球観測衛星写真を公開している[225]。また、GoogleはGoogle EarthおよびGoogle マップで被災前後の地球観測衛星写真を公開している[226]。
- 海底基準点（海底に設置された電子基準点）のデータでは、震源域のほぼ真上に位置する「宮城沖1」が東南東に約24 m移動し、約3 m隆起したものが最大であった。他の地点でも、「宮城沖2」が東南東に約15 m移動し約60 cm沈下、「福島沖」が東南東に約5 m移動するなどのデータが観測された。「宮城沖1」は本震だけで約20 m以上移動したと見られ、これらの観測結果により、震源付近の海底の移動距離は陸上の約4倍以上となることが確認された。（本震前と約3週間後の3月28日 - 29日の比較、GPS観測、海上保安庁4月6日発表[227]）
  - 宮城県沖の太平洋プレートの移動は、地震前は年8.3 cmだったが、2012年9月以降は北西方向に年18 cmだったことが分かった[228]。
- 海洋研究開発機構の調査によると、震源近くから海溝付近では、南東〜東南東に約50 m、上方に約7 mから10 mの地殻変動があった[160][229]。海洋研究開発機構は、この海底の地形変形を海溝軸付近の断層の超大すべりであるとしたが、データの解析からこの地形変形は断層活動ではなく海底地すべりの方が適合するという[230]。

本地震による津波が陸地をさかのぼったことに加えて、広範囲で地盤沈下が発生したことで、東北地方太平洋側の海岸が一部沈没した。津波によるものと地盤沈下によるものを合わせた浸水面積は、青森県から千葉県までで合計561 km2に達した。海岸線の一部沈没により一部自治体の面積が減少し、将来的に地図の書き換えが必要になると考えられるが、国土地理院は被災地に配慮し、地図の書き換えは当面行わないとした。自然災害による面積の変更は例が無いという。国土地理院は平成23年（2011年）4月5日から10日にかけて3県13市町28か所の水準点、三角点や電子基準点の標高を計測し、以下の通り地盤沈下の変動量を発表した。
| 岩手県                   | 岩手県     | 岩手県           | 宮城県               | 宮城県   | 宮城県           | 福島県             | 福島県   | 福島県           |
| 所在地                   | 基準点名   | 地盤沈下の変動量 | 所在地               | 基準点名 | 地盤沈下の変動量 | 所在地             | 基準点名 | 地盤沈下の変動量 |
| ------------------------ | ---------- | ---------------- | -------------------- | -------- | ---------------- | ------------------ | -------- | ---------------- |
| 宮古市磯鶏第4地割        | 藤原埠頭   | 0.50 m           | 気仙沼市唐桑町中井   | 唐桑     | 0.74 m           | 相馬市新田字新田西 | 南城     | 0.29 m           |
| 山田町船越第10地割       | 浦の浜     | 0.53 m           | 南三陸町志津川字深田 | 平磯     | 0.69 m           |                    |          |                  |
| 大槌町吉里吉里第13地割   | 6866       | 0.35 m           | 牡鹿半島             | 牡鹿     | 1.2 m            |                    |          |                  |
| 釜石市大平町3丁目        | 釜石大観音 | 0.66 m           | 石巻市渡波字神明     | 5631     | 0.78 m           |                    |          |                  |
| 大船渡市猪川町字富岡     | 宮田       | 0.73 m           | 東松島市矢本字穴尻   | 5667     | 0.43 m           |                    |          |                  |
| 陸前高田市小友町字西の坊 | 西の坊     | 0.84 m           | 岩沼市押分字新田     | 玉浦     | 0.47 m           |                    |          |                  |

地震後は余効変動が継続し、GEONETによる観測結果から地震時に沈降した茨城県沿岸から宮城県沿岸にかけては地震2年後の調査時点で余効変動により隆起に転じ部分的に回復したが、三陸海岸北部では依然沈降が続いていることが判明した。また、この余効変動は本震より深部のプレート境界滑りによるものと考えられるが、その回復的隆起は小さい。東北地方太平洋岸は10万年スケールの地質学的なデータでは年間約0.5ミリメートル隆起していると推定されるのに対し、100年スケールの測地学的な観測データは沈降を示しており、さらに今回の超巨大地震で大きく沈降し余効変動でも相殺できるとは考えにくく矛盾があるとされた。
地震から約4年後の2015年2月のGPSによる観測結果では、地震直後に比べて地盤がかなり隆起した。沈降分をかさ上げして復興したため、漁業者は高すぎる岸壁に困っている。
- 38 cm : 石巻市大字寄磯浜
- 36 cm : 女川町大字女川浜
- 32 cm : 東松島市矢本
- 29 cm : 南三陸町志津川
- 21 cm : 気仙沼市笹が陣
- 19 cm : 岩手県大船渡市赤崎町

### 自転への影響
NASAジェット推進研究所の地球物理学者であるリチャード・グロスによると、東北地方太平洋沖地震によって地球の形状軸が約17cm移動し、地球の自転がごくわずかに速まり、一日の長さ（LOD（Length of Day）が1.8µs（マイクロ秒）短縮された。つまり、この地震は地軸をずらすほど巨大なものであったということである。ただし、LODの変動に最も大きな影響を与えるのは潮汐であり、巨大地震の影響は潮汐の影響の1/100以下の微少なものに過ぎない。
類似の現象は他の同規模の巨大地震の際にも発生しており、2004年スマトラ島沖地震の際には形状軸が約7cmずれ、一日は6.8µs短縮した。また、2010年チリ地震では形状軸が約8cmずれ、一日は1.26µs短縮した。すなわち東北地方太平洋沖地震では、形状軸がスマトラ・チリ両地震の倍以上移動したということである。
また欧州宇宙機関（ESA）によると、地球の重力も（局地的ではあるが）変化していたという。

### 副振動
この地震の本震発生時から終息後数分間、副振動（セイシュ）とみられる、閉鎖性水域の水面のゆっくりとした大きな変動が観測された。日本では少なくとも2か所、西湖で1 - 2分周期・1 m程度の水位変化が観測されたほか、芦ノ湖でもゆっくりとした1 m程度の水位変化が観測された。長周期地震動と地殻変動が原因と推定されている。また、ソグネ・フィヨルドの中域に位置するノルウェーのライカンゲルでも観測されているほか、カナダのニューファンドランド島では井戸の水位変動が観測された。

### 火山活動
東北地方、関東地方、中部地方、伊豆諸島を中心に日本各地の火山において、地震後火山性地震の活発化が観測されたが、噴火の前兆とされるような活動は見られず次第に沈静化した。しかし、871年鳥海山噴火や1707年富士山噴火（宝永大噴火）、1991年ピナトゥボ山噴火、2006年ムラピ山噴火などの例から、噴火が誘発される可能性は否定できないとする報告がある。

### 液状化

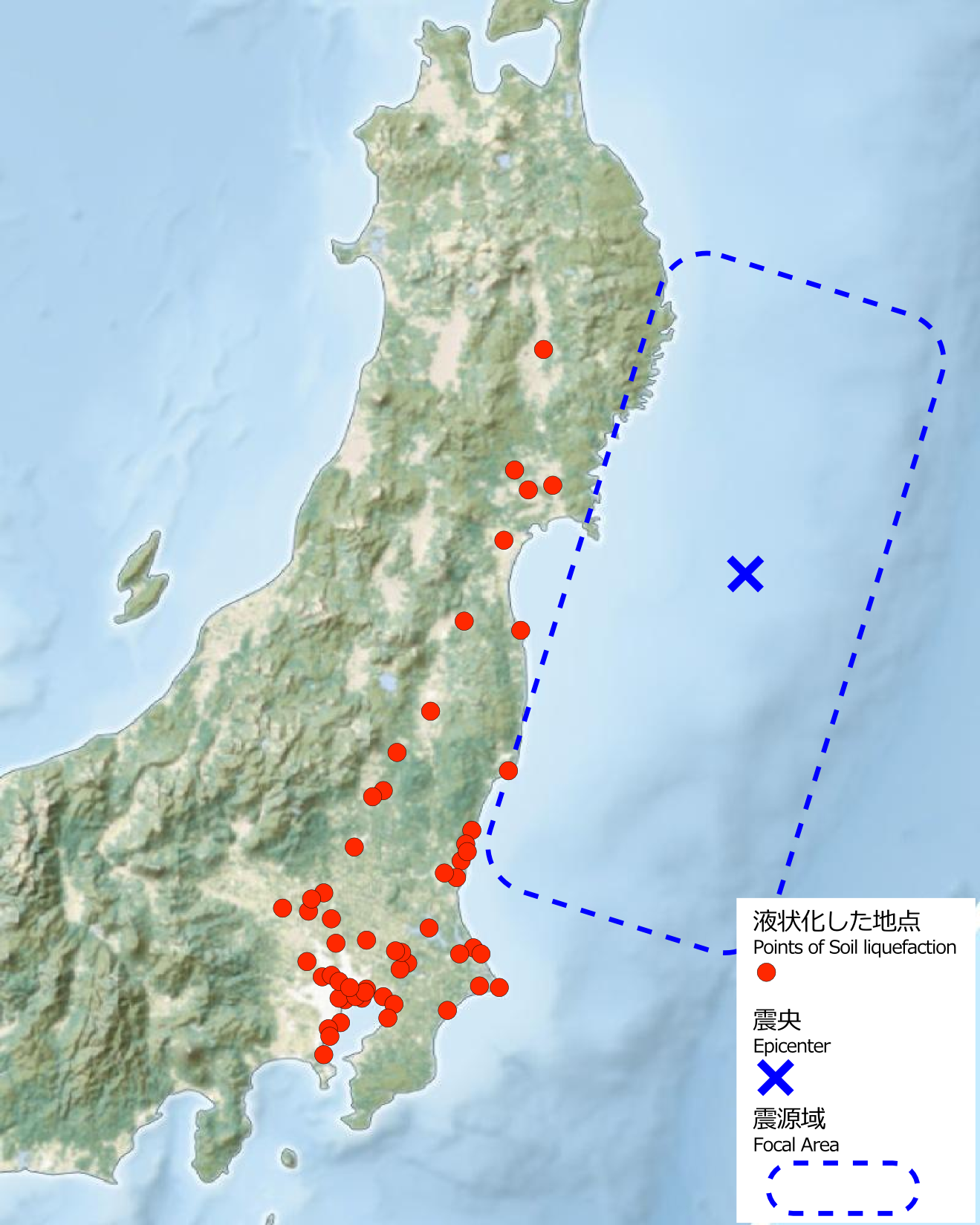
液状化現象の発生地点、清水建設のまとめによる。

この地震により、東日本の広範囲で地盤の液状化現象が観測された。東京湾岸の、東京都江東区新木場、江戸川区清新町、港区、中央区、大田区、神奈川県横浜市金沢区、川崎市、千葉県浦安市、千葉市のほか、河川周辺の造成地でも茨城県ひたちなか市、神栖市、潮来市、稲敷市、埼玉県久喜市南栗橋、宮城県大崎市などで被害が発生した。
この地震による関東地方の揺れは、加速度（揺れの大きさ）自体はそれほど大きくないものの、規模に比例する形で長周期地震動が大きく、それが長時間続いたこと、大きな余震が多発したことによって、液状化の被害が拡大したとの見方がある。
各地の総面積は少なくとも42 km2に上り、直前に起こったカンタベリー地震の34 km2を上回る最悪の被害面積となった。

## 津波

### 日本国内

#### 津波警報

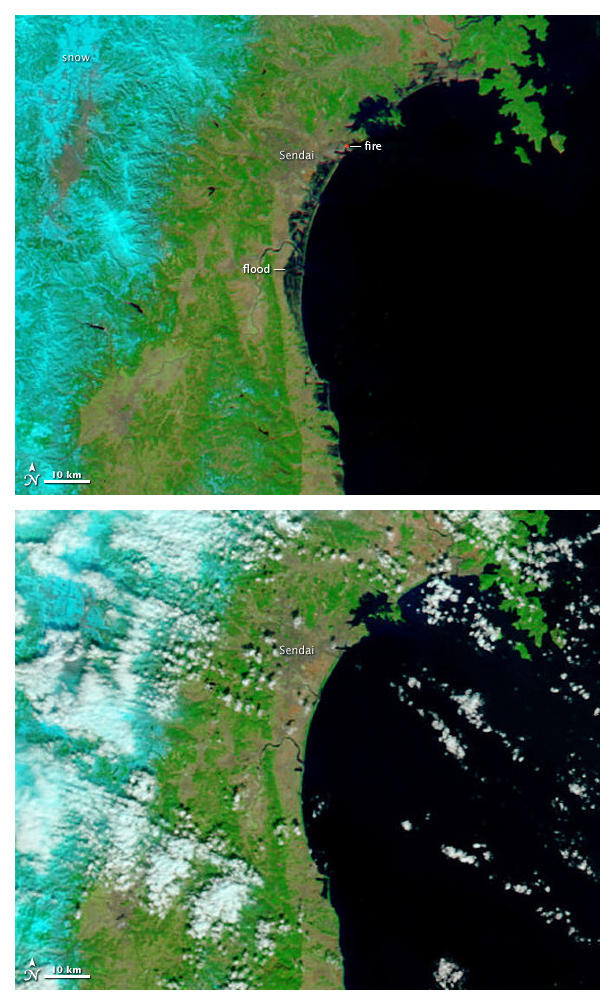
仙台湾周辺の海岸線の変化
（上）浸水後（3月12日）
（下）浸水前（2月26日）

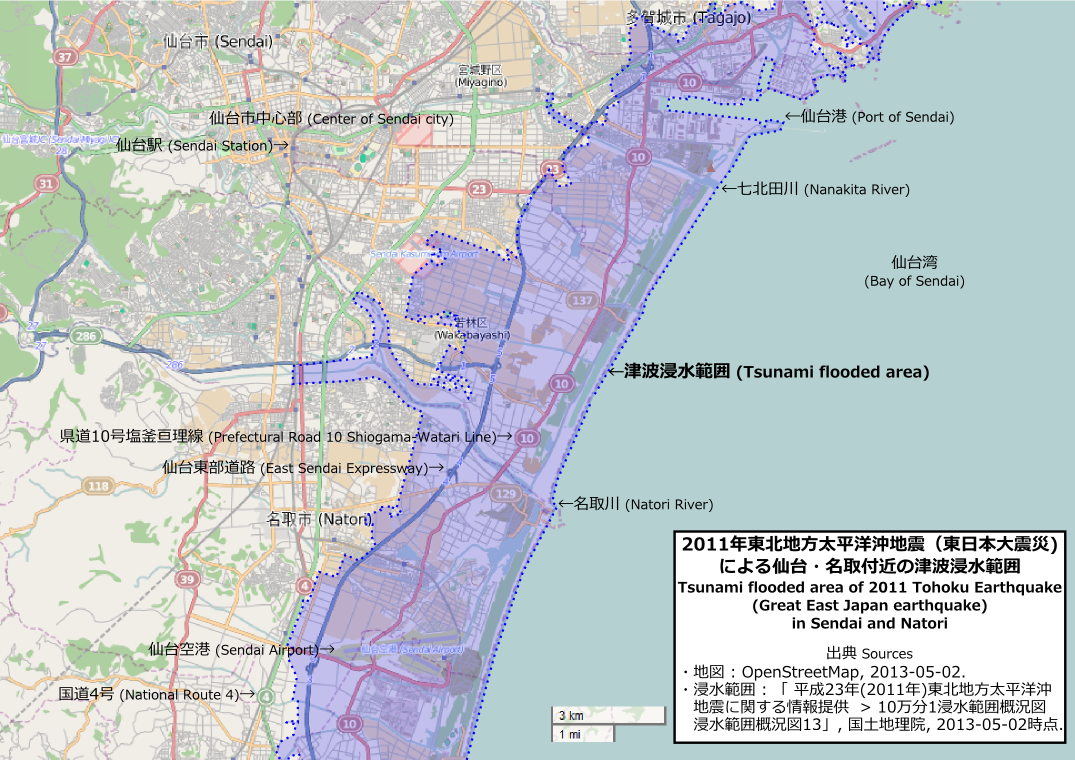
国土地理院の調査に基づく仙台市・名取市付近の津波浸水範囲。仙台平野の広範囲で海岸から4 - 6 km内陸まで浸水した。

この地震で気象庁は、気象庁マグニチュード7.9という推定に基づき、まだ揺れの続いている中の14時49分、岩手県、宮城県、福島県の沿岸に津波警報（大津波）、その他の全国の太平洋沿岸などに津波警報・津波注意報を発表し、予想される津波の高さについて、宮城県で6 m、岩手県と福島県で3 mと発表した。しかし、実際の津波の高さはこれを大きく上回った。通常は地震発生15分後に算出されるモーメントマグニチュードがこの地震では算出できず、津波警報の続報に生かせなかった。3m程度ならば2階に避難で助かると考え逃げ遅れた人も多かった。また15時には岩手県沖の海底水圧計で5 mの津波が観測されていたが、津波の予測に水圧計を使うことは気象庁のマニュアルになかった。その後、水圧計よりも陸側に設置されたGPS波浪計や沿岸の検潮所などで高い津波が観測されたため、津波警報・注意報は15時14分、15時30分に更新・拡大された。岩手県釜石沖のGPS波浪計では15時12分に6.7 mを観測し、これはマニュアルによれば沿岸では10 m以上の高さになるとされる値だったが、15時14分の警報更新では10 m以上の予想は宮城県のみで、岩手県と福島県では6 mの予想だった。15時30分には岩手県から千葉県九十九里・外房までの予想高さが10 m以上になったが、すでにその時間帯には三陸沿岸に津波が襲来していた。
3月12日(土)3時20分までに太平洋沿岸の北海道から小笠原諸島、四国までと青森県日本海沿岸には津波警報（大津波）が、北海道日本海沿岸南部や東京湾内湾、伊勢湾、瀬戸内海の一部、九州、南西諸島などには津波警報が、日本海や瀬戸内海の沿岸などには津波注意報が発表され、日本の沿岸の全てで津波警報（大津波）、津波警報、津波注意報のいずれかが発表されたこととなった。仙台市宮城野区・太白区・若林区・青森県太平洋側沿岸をはじめとして全国各地に避難指示が発令された。気象庁が津波警報・注意報を全て解除したのは、丸二日以上経過した3月13日17時58分だった。なお、気象庁が津波警報（大津波）を発表したのは1年ぶり（そのうち、青森・岩手・宮城では1年ぶり、北海道では約18年ぶり）である。

#### 津波警報 (大津波) 等が発表された地域
本震発生の翌日(3月12日(土))の未明（午前3時20分）の時点で発表されていた津波警報（大津波）・津波警報・津波注意報は次の通り。
| 警報・注意報      | 津波予報区の名称 (名称は当時のもの) |
| ----------------- | --- |
| 津波警報 (大津波) | 北海道太平洋沿岸東部 北海道太平洋沿岸中部 北海道太平洋沿岸西部 青森県日本海沿岸 青森県太平洋沿岸 岩手県 宮城県 福島県 茨城県 千葉県九十九里・外房 伊豆諸島 千葉県内房 小笠原諸島 相模湾・三浦半島 静岡県 和歌山県 徳島県 高知県                                                                                            |
| 津波警報          | 北海道日本海沿岸南部 陸奥湾 東京湾内湾 愛知県外海 伊勢・三河湾 三重県南部 淡路島南部 愛媛県宇和海沿岸 有明・八代海 長崎県西方 熊本県天草灘沿岸 大分県瀬戸内海沿岸 大分県豊後水道沿岸 宮崎県 鹿児島県東部 鹿児島県西部 種子島・屋久島地方 奄美諸島・トカラ列島 沖縄本島地方 大東島地方 宮古島・八重山地方                   |
| 津波注意報        | 北海道日本海沿岸北部 オホーツク海沿岸 秋田県 山形県 新潟県上中下越 佐渡 富山県 石川県能登 石川県加賀 福井県 京都府 大阪府 兵庫県北部 兵庫県瀬戸内海沿岸 鳥取県 島根県出雲・石見 隠岐 岡山県 広島県 香川県 愛媛県瀬戸内海沿岸 山口県瀬戸内海沿岸 山口県日本海沿岸 福岡県瀬戸内海沿岸 福岡県日本海沿岸 佐賀県北部 壱岐・対馬 |

この時点で、日本における全ての沿岸部に、津波警報（大津波）・津波警報・津波注意報のいずれかが発表されていた。

#### 観測された津波

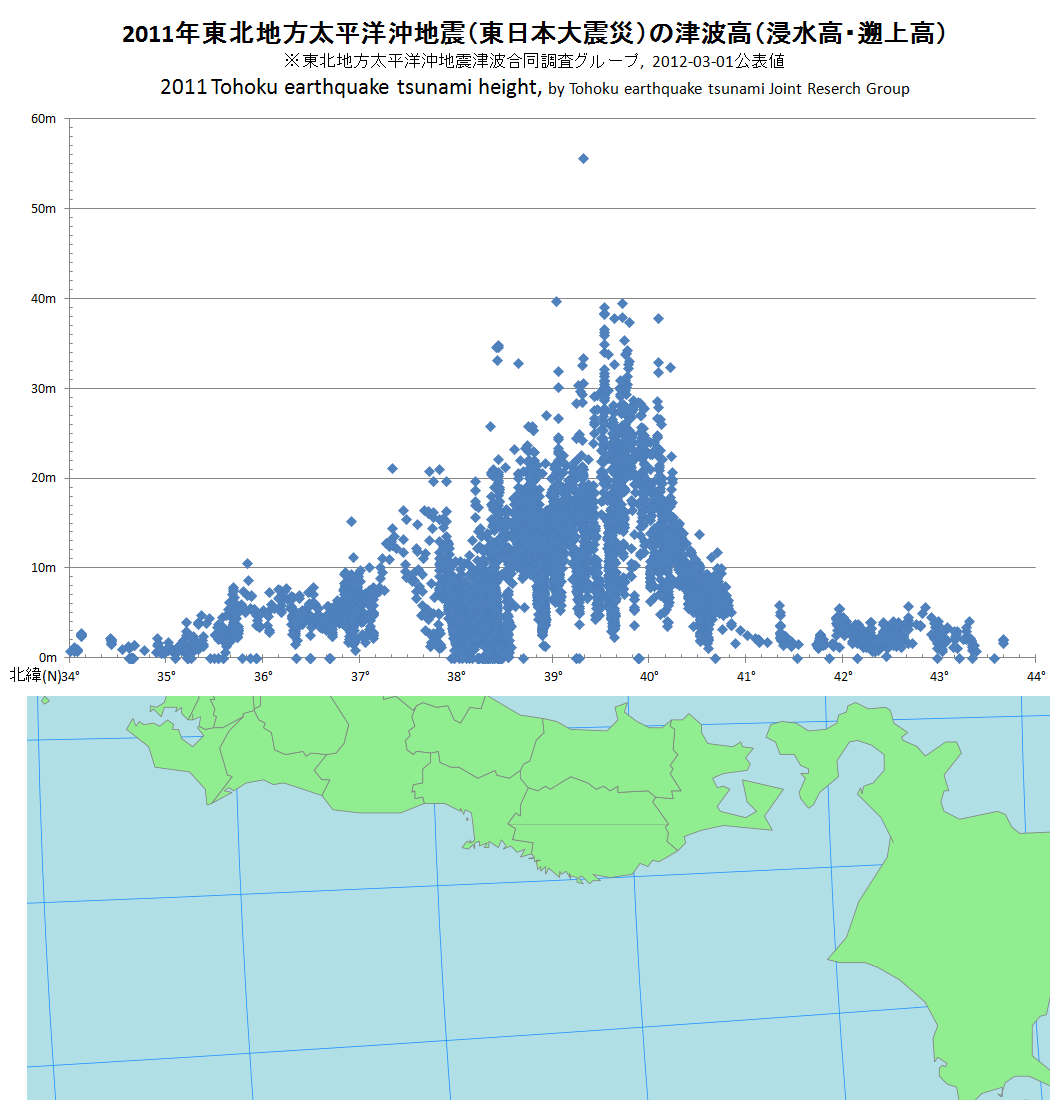
調査により推定された各地の津波の浸水高・遡上高の緯度方向における分布、東北地方太平洋沖地震津波合同調査グループ、2012年3月1日発表による。

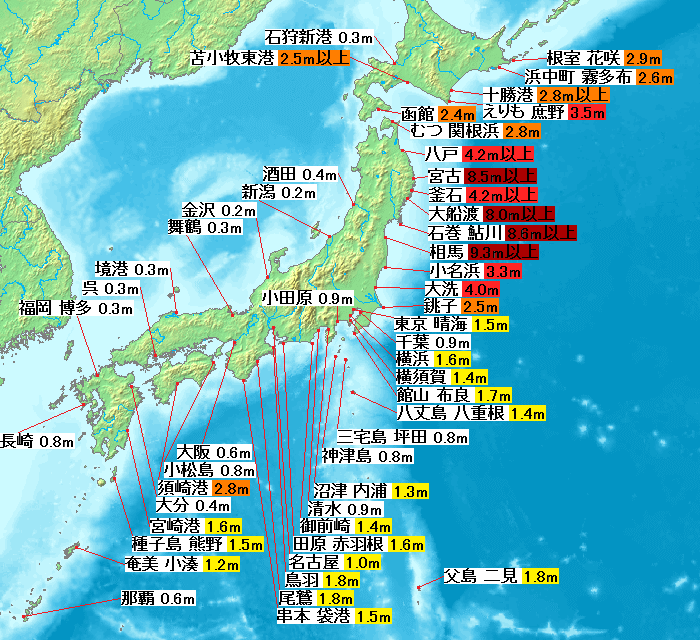
各地の検潮所・験潮所・験潮場で観測された津波の高さ。岩手県・宮城県・福島県・茨城県にかけての太平洋岸と、北海道の一部で3 mを超える大津波が観測された。また、太平洋岸の広い範囲で1 m以上の津波が観測されている。

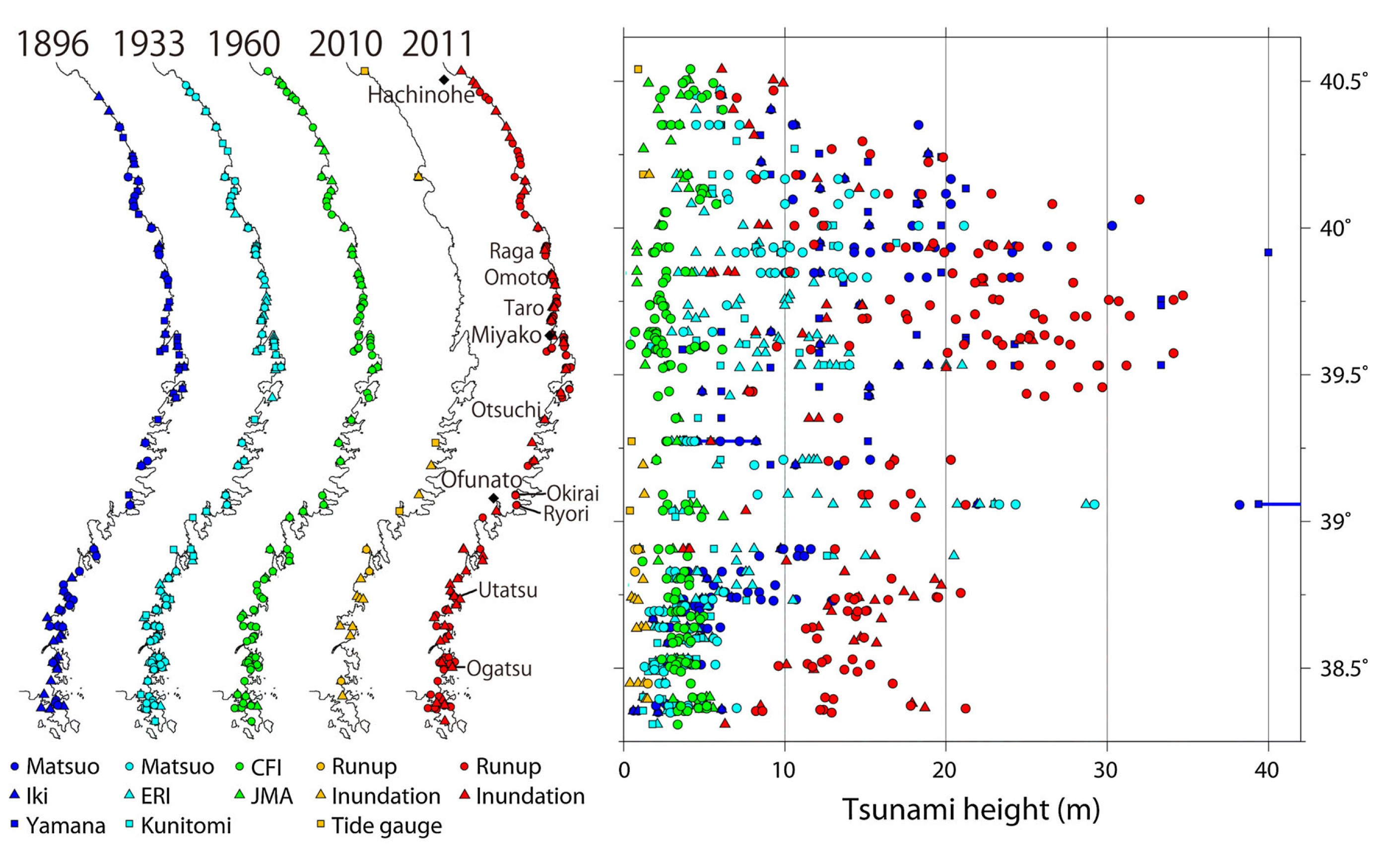
三陸における過去の津波の高さとの比較。赤：東北地方太平洋沖地震、黄色：2010年チリ地震、緑：1960年チリ地震、水色：1933年昭和三陸地震、青：1896年明治三陸地震。2011年および2010年の丸印は遡上高、三角印は浸水高。

地震によって、観測史上最大級の非常に大規模な津波が発生し、北海道から千葉県にかけて大津波が押し寄せた。特に岩手県・宮城県・福島県の3県では、海岸沿いの集落が軒並み水没したのをはじめ、仙台平野などの平野部では海岸線から数km内陸にわたる広範囲が水没、遡上した津波により河川沿岸ではかなり内陸まで水没した。陸に押し寄せた高い津波は、各地で防潮堤や堤防を乗り越え、建築物や構造物を破壊し、それらが瓦礫となって車などと一緒にさらに内陸まで侵入した後、引き波となって瓦礫を海まで引きずり出した後、後続の波によって再び内陸へという形で繰り返し沿岸を襲い、甚大な被害を出した。また、震源から見て日本列島の裏側に当たる日本海側沿岸や瀬戸内海沿岸、東京湾内でも津波を観測している。航空写真などを基に国土地理院が分析したところによると、津波により浸水した範囲は、青森・岩手・宮城・福島・茨城・千葉の6県62市町村で561 km2に及んだ。

##### 計器観測された津波高
津波の第一波は、震源に近い観測所では地震発生とほぼ同時刻に数十cm程度の海面変動が観測され、陸に近い分岐断層のずれによる津波が早い段階で到達した可能性も考えられていた。しかし、気象庁は後日の精査により、釜石・大船渡・石巻・相馬の4地点については、津波によるものと海震などによるものとの区別が難しいことから速報値を取り消し、「11日午後2時台」として何分かは「不明」と発表し「今後も第1波到達時刻の特定は難しい」との見解を示した。宮古港では15時1分に124 cmの引き波を観測し、第一波の到達時刻と特定された。
検潮所の測定による津波の高さは、岩手県の宮古で8.5 m（15時26分）以上、釜石で4.2 m（15時21分）以上、大船渡で8.0 m（15時18分）以上、宮城県の石巻市鮎川で8.6 m（15時26分）以上、福島県の相馬で9.3 m（15時51分）以上などだった。ただ、東北地方のこれらの検潮所は津波によって途中から観測データを送信できなくなったため、それ以降については記録が残っていない。このうち相馬の記録のみ、引き波の後の最初の押し波が全て記録されているが、気象庁はこの記録について、これ以降の津波の記録が他の検潮所と同様に計測できておらず、後続の波がこれよりも高くなった可能性を考慮して「9.3 m以上」と表現している。このほか、青森県の八戸で4.2 m（16時57分）以上（一時的に欠測の部分あり）、茨城県の大洗で4.0 m（16時52分）を記録している。福島県のいわき市小名浜では3.3 m（15時39分）だった。距離が近い東北地方だけでなく、北海道の太平洋岸で1 - 3.5 m程度、千葉〜九州の太平洋沿岸で1 - 3 m程度、日本海側でも1 m未満の津波が観測された。
沖合に設置されたGPS波浪計は、岩手県北部沖〜福島県沖において15時12分から15時19分の間に最大波を観測し、このうち最大のものは岩手県南部沖（釜石沖）の6.7 mだった（沿岸ではさらに高くなる）。岩手県南部沖では少なくとも7回の津波を観測した。
東北大学教授今村文彦はシミュレーションの結果として、津波により土砂が削り取られて流速や高さが増加したとしている。例えば気仙沼市では高さ8 mが土砂の効果で16 mになり、陸前高田市では速さが1.5倍になり、引き波の速さが2倍になった。
また、波源域から発せられた直接波だけでなく、太平洋の対岸にあたる南米で反射した長周期（30分から60分）の津波を約50時間後に津波コーダとして海底水圧計は観測していた。
気象庁による各津波予報区内で観測された津波の高さは以下の通り。
| 津波予報区           | 予報区内で最大値、又は高い津波の観測地点 | 最大波の時刻 | 津波の高さ                   |
| -------------------- | ---------------------------------------- | ------------ | ---------------------------- |
| 北海道太平洋沿岸東部 | 根室市花咲                               | 11日 15:57   | 286 cm                       |
| 北海道太平洋沿岸中部 | えりも町庶野                             | 11日 15:44   | 3.5 m                        |
| 北海道太平洋沿岸西部 | 苫小牧東港                               | 11日 16:17   | 246 cm以上                   |
| 北海道日本海沿岸北部 | 稚内                                     | 12日 02:22   | 38 cm                        |
| 北海道日本海沿岸南部 | 岩内港                                   | 12日 02:22   | 26 cm                        |
| オホーツク海沿岸     | 枝幸港                                   | 12日 05:03   | 43 cm                        |
| 青森県日本海沿岸     | 竜飛                                     | 11日 16:32   | 46 cm以上                    |
| 青森県太平洋沿岸     | 八戸                                     | 11日 16:57   | 4.2 m以上                    |
| 陸奥湾               | 青森                                     | 12日 12:07   | 30 cm以上                    |
| 岩手県               | 宮古                                     | 11日 15:26   | 8.5 m以上                    |
| 岩手県               | 釜石                                     | 11日 15:21   | 420 cm以上                   |
| 岩手県               | 大船渡                                   | 11日 15:18   | 8.0 m以上                    |
| 宮城県               | 石巻市鮎川                               | 11日 15:26   | 8.6 m以上                    |
| 秋田県               |                                          |              | 観測されず（潮位データ欠測） |
| 山形県               | 酒田                                     | 12日 00:54   | 0.4 m                        |
| 福島県               | 相馬                                     | 11日 15:51   | 9.3 m以上                    |
| 福島県               | いわき市小名浜                           | 11日 15:39   | 333 cm                       |
| 茨城県               | 大洗                                     | 11日 16:52   | 4.0 m                        |
| 千葉県九十九里・外房 | 銚子漁港                                 | 11日 17:22   | 2.5 m                        |
| 千葉県内房           | 館山市布良                               | 11日 17:06   | 172 cm                       |
| 東京湾内湾           | 横浜                                     | 11日 17:38   | 155 cm                       |
| 伊豆諸島             | 八丈島八重根                             | 12日 02:48   | 1.4 m                        |
| 小笠原諸島           | 父島二見                                 | 11日 16:46   | 182 cm                       |
| 相模湾・三浦半島     | 小田原                                   | 11日 15:49   | 94 cm                        |
| 新潟県上中下越       | 新潟西港                                 | 12日 04:55   | 18 cm                        |
| 佐渡                 |                                          |              | 観測されず                   |
| 富山県               | 伏木富山港新湊                           | 12日 04:49   | 9 cm                         |
| 石川県能登           | 七尾港                                   | 11日 20:47   | 19 cm                        |
| 石川県加賀           | 金沢                                     | 12日 12:56   | 19 cm                        |
| 福井県               |                                          |              | 観測されず                   |
| 静岡県               | 御前崎                                   | 11日 17:19   | 144 cm                       |
| 愛知県外海           | 田原市赤羽根                             | 11日 17:31   | 155 cm                       |
| 伊勢・三河湾         | 名古屋                                   | 11日 19:36   | 105 cm                       |
| 三重県南部           | 鳥羽                                     | 11日 19:14   | 182 cm                       |
| 京都府               | 舞鶴                                     | 13日 11:40   | 25 cm                        |
| 大阪府               | 大阪天保山                               | 11日 18:48   | 62 cm                        |
| 兵庫県北部           | 豊岡市津居山                             | 12日 01:03   | 7 cm                         |
| 兵庫県瀬戸内海沿岸   | 神戸                                     | 11日 20:06   | 27 cm                        |
| 淡路島南部           | 洲本                                     | 11日 19:36   | 21 cm                        |
| 和歌山県             | 串本町袋港                               | 12日 01:32   | 151 cm                       |
| 鳥取県               | 境港市境                                 | 12日 05:05   | 26 cm                        |
| 島根県出雲・石見     | 浜田                                     | 12日 07:53   | 14 cm                        |
| 隠岐                 | 隠岐西郷                                 | 12日 04:06   | 10 cm                        |
| 岡山県               | 玉野市宇野                               | 11日 20:01   | 10 cm                        |
| 広島県               | 呉                                       | 11日 20:37   | 29 cm                        |
| 徳島県               | 阿波由岐                                 | 11日 20:28   | 115 cm                       |
| 香川県               | 高松                                     | 11日 22:27   | 17 cm                        |
| 愛媛県宇和海沿岸     | 宇和島                                   | 12日 07:10   | 69 cm                        |
| 愛媛県瀬戸内海沿岸   | 松山                                     | 11日 21:14   | 20 cm                        |
| 高知県               | 須崎港                                   | 11日 20:59   | 278 cm                       |
| 山口県日本海沿岸     | 下関市南風泊港                           | 12日 03:28   | 11 cm                        |
| 山口県瀬戸内海沿岸   | 下関港長府                               | 11日 23:00   | 32 cm                        |
| 福岡県瀬戸内海沿岸   | 北九州市門司                             | 11日 23:10   | 34 cm                        |
| 福岡県日本海沿岸     | 福岡市博多                               | 12日 02:09   | 32 cm                        |
| 有明・八代海         | 天草市本渡港                             | 11日 21:04   | 70 cm                        |
| 佐賀県北部           | 玄海町仮屋                               | 12日 05:31   | 20 cm                        |
| 長崎県西方           | 長崎                                     | 11日 21:20   | 84 cm                        |
| 壱岐・対馬           | 壱岐島郷ノ浦港                           | 12日 05:13   | 12 cm                        |
| 熊本県天草灘沿岸     | 苓北町都呂々                             | 12日 03:12   | 31 cm                        |
| 大分県瀬戸内海沿岸   | 別府港                                   | 11日 20:29   | 55 cm                        |
| 大分県豊後水道沿岸   | 佐伯市松浦                               | 11日 17:40   | 43 cm                        |
| 宮崎県               | 宮崎港                                   | 12日 03:33   | 164 cm                       |
| 鹿児島県東部         | 志布志港                                 | 11日 17:38   | 106 cm                       |
| 種子島・屋久島地方   | 種子島熊野                               | 12日 03:23   | 152 cm                       |
| 奄美諸島・トカラ列島 | 奄美市小湊                               | 12日 01:49   | 121 cm                       |
| 鹿児島県西部         | 枕崎                                     | 12日 02:28   | 91 cm                        |
| 沖縄本島地方         | 那覇                                     | 11日 21:12   | 60 cm                        |
| 大東島地方           | 南大東漁港                               | 11日 17:26   | 19 cm                        |
| 宮古島・八重山地方   | 宮古島平良                               | 11日 19:34   | 65 cm                        |

##### 推定された津波高
日本気象協会は、岩手県宮古市から福島県相馬市までの沿岸の津波高（海上での津波の高さ）は約8 - 9 mあったと推定した。一方、陸上の比較的海岸に近い地点での浸水高は、浸水した痕跡などから、釜石で9.3 m、大船渡で11.8 m、岩手県から宮城県牡鹿半島までの三陸海岸で10 - 15 m前後、仙台湾岸の高いところで8 - 9 m前後としている。陸前高田市、南三陸町、宮古市などでは建物の4、5階まで浸水した。津波の溯上高（斜面を駆け上がった高さ）は、三陸海岸では30 m以上のところがあった。全国津波合同調査チームの調査によると、津波の遡上高は岩手県大船渡市の綾里湾において40.1 mにまで達したものが最大と見られており、この記録は明治三陸地震の最大記録38.2 m（同市綾里地区）を上回り、日本の観測史上最大の遡上高となった。また東京大学地震研究所准教授の都司嘉宣によると、宮城県女川町の笠貝島では溯上高が43 mに達していた可能性がある。他に、宮古市田老地区の小堀内漁港近くで37.9 m、岩手県野田村で37.8 m、宮城県女川町で34.7 m、大船渡市三陸町綾里で30.1 mの遡上高が確認されている。福島県の警戒区域内での津波は、東京大学大学院教授佐藤愼司（海岸工学）らと福島県の共同で2012年2月に初めて調査が行われ、最大で21.1 m（富岡町小浜）に達していたことが分かった。

#### 津波の波形と発生メカニズム
断層の超大すべり
岩手県北部沖から宮城県北部沖のGPS波浪計では、潮位は最大波の数分前に小さく上昇し、その直後に高く鋭い波形が現れた。また女川町沖の波高計は15時16分に+5.77 mだったが、15時23分には-5.05 mとなり落差約11 mの引き波となっている。釜石沖に敷設された海底ケーブル式水圧計による海面変動の記録(TM1, TM2)でも、最初に海面が徐々に2 m程度上昇したのち、約11分後にパルス的な3 m程度の急上昇が見られた。プレート境界の比較的深い部分の断層破壊によってもたらされたのが最初の長く緩やかな海面上昇で、それに続く急激な高い津波は、海溝近くでの大規模な断層破壊によるものと考えられている。
海底地すべり
一方で、この二つの異なる波長の津波は異なる波源から生じたものとする推定があり、海底電位磁力計による観測結果から長波長の緩やかな海面上昇は宮城県沖の広範囲の断層滑りが原因であるのに対し、短波長のパルス波は震源から約100 km北東の海溝付近が波源と考えられ、この位置は明治三陸津波の波源域に近く、何らかの関連が示唆されるとしている。
また、海洋研究開発機構は、地震後の海底地形調査から海溝軸の西側で海底面の変動を発見し、当初はこれを海底地すべりに伴う地形変動と思われるとしていた。しかし、その後海洋研究開発機構は、海溝軸付近の50mに及ぶ断層活動とした。
一方で、中田(2015)らは、海洋研究開発機構から提供を受けたデータを検討することにより、海溝周辺の海底の地形変形を断層活動とするのは不自然であり、地すべり地形であるとした。
三陸沿岸に非常に高い遡上高をもたらしたという短波長のパルス的な津波は、地震による断層すべりだけでは説明がつかず、震源から約150 km北東の日本海溝付近で発生した長さ40 km、幅20 km、総体積が500 km3におよぶ海底地すべりとすれば実測の津波波形と適合するという。この海底地滑りが、三陸沿岸の40 mにも及ぶ強大な津波の原因となったとされる。

#### 断層すべりのメカニズム
プレート同士の摩擦で500度以上の熱が生じ、内部の水が膨張した結果、隙間を押し広げる力が働いて滑りやすくなった。

#### 各地で被害を出した津波
宮城県女川町では、鉄筋コンクリート製のビルが基礎部分ごと地面から抜けて横倒しになった。このような例は世界的にも稀。町はビルを被害資料として保存する方針だったが、後に解体された。
東北大学の今村文彦によるとNHKが仙台市若林区で撮影した津波の映像を分析し、津波の速さは沿岸から1 km内陸の地点では秒速約6 m・時速20 km以上であったと明らかにした。名取川では津波が陸地の倍の速さで逆流し、堤防からあふれ出して流れ落ちる過程でさらに加速したことで内陸6 kmまで浸水したり、川沿いの集落も被害を受けた。
また、今村の話によれば千葉県旭市飯岡地区では「エッジ波」という現象により、17時26分に7.6 mという津波を観測したという。
仙台平野では名取川、鳴瀬川、阿武隈川、七北田川などで数km以上津波が遡上した。北上川では、津波が河口から約50 km上流の地点まで遡上したことが河川水位の記録データから判明した。十勝川においても、河口から約13 km上流の地点まで遡上した。関東地方では利根川で河口から約40 km上流まで、隅田川・荒川※荒川放水路で河口から約28 km上流まで遡上していることが確認された。
岩手県の宮古市田老地区では、チリ地震津波から集落を守ったとされる高さ10 m、総延長2433 mの防潮堤を津波が乗り越え、防潮堤は580 mにわたって粉砕された。岩手県釜石市では、ギネス世界記録に「世界最深の防波堤」と認定されている全長2 km、深さ63 mの防波堤、釜石港湾口防波堤が平成21年（2009年）に完成しており、津波によって防波堤自体は全体の7割が倒壊したものの、釜石市街地への浸水を約6分遅らせることができたとの分析結果が報告されている。これに対し同県の普代村では、高さ15.5 m、全長155 mの防潮堤、普代水門により村の海岸地域が守られ、村全体で死者0名、行方不明者1名の人的被害に留まっている。一方、釜石市唐丹町小白浜での破壊の状態から、防潮堤は向かってくる津波に対しての耐波力は有していたが、越流した引き波を想定した設計が不十分であったため防潮扉が破壊され、後続波に対しては無防備となったと考えられている。
その後の余震によっても、たびたび津波警報や津波注意報が出された。7月10日9時57分ごろに発生した三陸沖を震源とするM7.3、最大震度4の余震では、本震以降で初めて津波を観測した（岩手県の大船渡と福島県の相馬でともに10 cm）。
| 津波警報・津波注意報の発表時間と切り替えの推移、観測された津波の検潮所での最大波高 | 津波警報・津波注意報の発表時間と切り替えの推移、観測された津波の検潮所での最大波高 | 津波警報・津波注意報の発表時間と切り替えの推移、観測された津波の検潮所での最大波高 | 津波警報・津波注意報の発表時間と切り替えの推移、観測された津波の検潮所での最大波高 | 津波警報・津波注意報の発表時間と切り替えの推移、観測された津波の検潮所での最大波高 | 津波警報・津波注意報の発表時間と切り替えの推移、観測された津波の検潮所での最大波高 | 津波警報・津波注意報の発表時間と切り替えの推移、観測された津波の検潮所での最大波高 | 津波警報・津波注意報の発表時間と切り替えの推移、観測された津波の検潮所での最大波高 | 津波警報・津波注意報の発表時間と切り替えの推移、観測された津波の検潮所での最大波高 | 津波警報・津波注意報の発表時間と切り替えの推移、観測された津波の検潮所での最大波高 | 津波警報・津波注意報の発表時間と切り替えの推移、観測された津波の検潮所での最大波高 | 津波警報・津波注意報の発表時間と切り替えの推移、観測された津波の検潮所での最大波高 |
| --- | ---------------------------------------------------------------------------------- | ---------------------------------------------------------------------------------- | ---------------------------------------------------------------------------------- | ---------------------------------------------------------------------------------- | ---------------------------------------------------------------------------------- | ---------------------------------------------------------------------------------- | ---------------------------------------------------------------------------------- | ---------------------------------------------------------------------------------- | ---------------------------------------------------------------------------------- | ---------------------------------------------------------------------------------- | ---------------------------------------------------------------------------------- |
| 津波警報（大津波）が発表された予報区。津波の高さ (m) 表記のうち、標準の太さは津波注意報、太字は津波警報、 太字下線は津波警報（大津波）。"10 m<"は10 m以上。"N"は警報区分引き下げのみで予想高さなし。"－"は継続。 |                                                                                    |                                                                                    |                                                                                    |                                                                                    |                                                                                    |                                                                                    |                                                                                    |                                                                                    |                                                                                    |                                                                                    |                                                                                    |
| 予報区 | 3月11日                                                                            | 3月11日                                                                            | 3月11日                                                                            | 3月11日                                                                            | 3月11日                                                                            | 3月11日                                                                            | 12日                                                                               | 12日                                                                               | 13日                                                                               | 13日                                                                               | 検潮所の最大波高と時刻 （注記がないものは11日）                                    |
| 予報区 | 地震発生 14:46                                                                     | 14:49                                                                              | 15:14                                                                              | 15:30                                                                              | 16:08                                                                              | 22:53                                                                              | 13:50                                                                              | 20:20                                                                              | 07:30                                                                              | 17:58                                                                              | 検潮所の最大波高と時刻 （注記がないものは11日）                                    |
| 北海道太平洋沿岸東部 | 地震発生 14:46                                                                     | 0.5 m                                                                              | 1 m                                                                                | 3 m                                                                                | 6 m                                                                                | －                                                                                 | N                                                                                  | N                                                                                  | －                                                                                 | 解除                                                                               | 根室市花咲 286 cm (15:57)                                                          |
| 北海道太平洋沿岸中部 | 地震発生 14:46                                                                     | 1 m                                                                                | 2 m                                                                                | 6 m                                                                                | 8 m                                                                                | －                                                                                 | N                                                                                  | N                                                                                  | －                                                                                 | 解除                                                                               | えりも町庶野 3.5 m (15:44)                                                         |
| 北海道太平洋沿岸西部 | 地震発生 14:46                                                                     | 0.5 m                                                                              | 1 m                                                                                | 4 m                                                                                | 6 m                                                                                | －                                                                                 | N                                                                                  | N                                                                                  | －                                                                                 | 解除                                                                               | 苫小牧東港 246 cm (16:17) 以上                                                     |
| 青森県日本海沿岸 | 地震発生 14:46                                                                     | 0.5 m                                                                              | 1 m                                                                                | 2 m                                                                                | 3 m                                                                                | －                                                                                 | N                                                                                  | 解除                                                                               |                                                                                    |                                                                                    |                                                                                    |
| 青森県太平洋沿岸 | 地震発生 14:46                                                                     | 1 m                                                                                | 3 m                                                                                | 8 m                                                                                | 10 m<                                                                              | －                                                                                 | －                                                                                 | N                                                                                  | N                                                                                  | 解除                                                                               | 八戸 4.2 m (16:57) 以上                                                            |
| 岩手県 | 地震発生 14:46                                                                     | 3 m                                                                                | 6 m                                                                                | 10 m<                                                                              | －                                                                                 | －                                                                                 | －                                                                                 | N                                                                                  | N                                                                                  | 解除                                                                               | 宮古 8.5 m (15:26) 以上 大船渡 8.0 m (15:18) 以上 釜石 4.2 m (15:21) 以上          |
| 宮城県 | 地震発生 14:46                                                                     | 6 m                                                                                | 10 m<                                                                              | －                                                                                 | －                                                                                 | －                                                                                 | －                                                                                 | N                                                                                  | N                                                                                  | 解除                                                                               | 石巻市鮎川 8.6 m (15:26) 以上                                                      |
| 福島県 | 地震発生 14:46                                                                     | 3 m                                                                                | 6 m                                                                                | 10 m<                                                                              | －                                                                                 | －                                                                                 | －                                                                                 | N                                                                                  | N                                                                                  | 解除                                                                               | 相馬 9.3 m (15:51) 以上 いわき市小名浜 3.3 m (15:39)                               |
| 茨城県 | 地震発生 14:46                                                                     | 2 m                                                                                | 4 m                                                                                | 10 m<                                                                              | －                                                                                 | －                                                                                 | N                                                                                  | N                                                                                  | －                                                                                 | 解除                                                                               | 大洗 4.0 m (16:52)                                                                 |
| 千葉県九十九里・外房 | 地震発生 14:46                                                                     | 2 m                                                                                | 3 m                                                                                | 10 m<                                                                              | －                                                                                 | －                                                                                 | N                                                                                  | －                                                                                 | －                                                                                 | 解除                                                                               | 銚子 2.5 m (17:22)                                                                 |
| 伊豆諸島 | 地震発生 14:46                                                                     | 1 m                                                                                | 2 m                                                                                | 4 m                                                                                | 6 m                                                                                | －                                                                                 | N                                                                                  | －                                                                                 | －                                                                                 | 解除                                                                               | 八丈島八重根 1.4 m（12日2:48）                                                     |
| 小笠原諸島 | 地震発生 14:46                                                                     | 0.5 m                                                                              | 1 m                                                                                | 2 m                                                                                | 4 m                                                                                | －                                                                                 | N                                                                                  | －                                                                                 | －                                                                                 | 解除                                                                               | 父島二見 182 cm (16:46)                                                            |
| 千葉県内房 | 地震発生 14:46                                                                     | 0.5 m                                                                              | 1 m                                                                                | 2 m                                                                                | 4 m                                                                                | －                                                                                 | N                                                                                  | －                                                                                 | 解除                                                                               |                                                                                    | 館山市布良 172 cm (17:06)                                                          |
| 相模湾・三浦半島 | 地震発生 14:46                                                                     | 0.5 m                                                                              | －                                                                                 | 2 m                                                                                | 3 m                                                                                | －                                                                                 | N                                                                                  | 解除                                                                               |                                                                                    |                                                                                    | 小田原 94 cm (15:49)                                                               |
| 静岡県 | 地震発生 14:46                                                                     | 0.5 m                                                                              | －                                                                                 | 2 m                                                                                | 3 m                                                                                | －                                                                                 | N                                                                                  | －                                                                                 | 解除                                                                               |                                                                                    | 御前崎 144 cm (17:19)                                                              |
| 和歌山県 | 地震発生 14:46                                                                     | 0.5 m                                                                              | －                                                                                 | 2 m                                                                                | 3 m                                                                                | －                                                                                 | N                                                                                  | N                                                                                  | －                                                                                 | 解除                                                                               | 串本町袋港 151 cm（12日1:32）                                                      |
| 徳島県 | 地震発生 14:46                                                                     | 0.5 m                                                                              | －                                                                                 | 2 m                                                                                | 3 m                                                                                | －                                                                                 | N                                                                                  | －                                                                                 | 解除                                                                               |                                                                                    | 徳島由岐 115 cm (20:28)                                                            |
| 高知県 | 地震発生 14:46                                                                     | 0.5 m                                                                              | －                                                                                 | 2 m                                                                                | －                                                                                 | 3 m                                                                                | N                                                                                  | N                                                                                  | －                                                                                 | 解除                                                                               | 須崎港 278 cm (20:59)                                                              |

### 日本国外
太平洋津波警報センターが、アメリカ合衆国ハワイ州現地時間3月10日21時31分（地震発生から1時間45分後）に、同州に対し津波警報を発令。太平洋津波警報センターはその他、ロシアやニュージーランド、南米のチリなども含む約50の太平洋沿岸の国・地域に津波警報を発令した。
日本から太平洋を隔てて遠く離れた中南米沿岸にも津波が押し寄せる恐れがあるとして、各国は市民に注意を呼び掛けた。沿岸地域や島嶼部では、津波を警戒して避難命令が出された。
南極スルツバーガー棚氷（英: Sulzberger Ice Shelf）付近（南緯77度西経148度）の海上に長さ9.5 km幅6.5 km厚さ80 mの氷山が漂流していることが欧州宇宙機関の人工衛星Envisatによる観測で確認され、地震に伴う津波（高さ0.3 m）が繰り返し到達し、棚氷の一部を破壊し巨大な氷山を造ったとNASAが2011年8月9日明らかにした。
| 国・地域                                   | 避難 | 津波警報 | 津波の高さ  | 犠牲者         | 出典                                            |
| ------------------------------------------ | ---- | -------- | ----------- | -------------- | ----------------------------------------------- |
| 台湾                                       | 有   | 有       | 0.1 m       | 0              | [ 325 ]                                         |
| 中国大陸                                   | 無   | 有       | 0.5 m       | 0              | [ 326 ]                                         |
| ニュージーランド                           | 無   | 有       | 0.4 m       | 0              | [ 327 ]                                         |
| アメリカ、グアム                           | 有   | 有       | 0.4 m       | 0              | [ 328 ] [ 329 ] [ 330 ]                         |
| アメリカ、北マリアナ諸島                   | 有   | 有       | 0.4 m       | 0              | [ 328 ] [ 329 ]                                 |
| アメリカ、ハワイ州（ほとんどの地域）       | 有   | 有       | 2.1 m       | 0              | [ 331 ] [ 332 ]                                 |
| アメリカ、ミッドウェー島                   | 無   | 無       | 1.5 m       | 0              | [ 333 ]                                         |
| アメリカ、ハワイ、マウイ島                 | 有   | 有       | 2.1 m       | 0              | [ 333 ] [ 334 ]                                 |
| アメリカ、アラスカ州、シェミア島           | 有   | 有       | 1.5 m       | 0              | [ 333 ]                                         |
| アメリカ、アラスカ州、アリューシャン列島   | 有   | 有       | 1.5 m       | 0              | [ 333 ]                                         |
| アメリカ、ハワイ、ハワイ島、コナ           | 有   | 有       | 3.7 m       | 0              | [ 333 ]                                         |
| アメリカ、ウェーク島                       | 有   | 有       | 1.8 m       | 0              | [ 330 ] [ 333 ]                                 |
| アメリカ、カリフォルニア州                 | 有   | 有       | 2 m         | 1              | [ 335 ] [ 336 ]                                 |
| フィリピン（ほとんどの地域）               | 有   | 有       | 1 m         | 0              | [ 337 ] [ 338 ]                                 |
| パラオ（一部地域）                         | 有   | 有       | 0.11 m      | 0              | [ 330 ] [ 337 ] [ 339 ] [ 340 ] [ 341 ] [ 342 ] |
| ツバル、ナヌメア環礁                       | 有   | 有       | 小さな波2回 | 0              | [ 343 ]                                         |
| インドネシア、モルッカ諸島、北スラウェシ州 | 有   | 有       | 0.1 m       | 0              | [ 325 ] [ 337 ] [ 338 ] [ 344 ]                 |
| インドネシア、パプア州                     | 有   | 有       | 1.5 m       | 1（行方不明5） | [ 345 ]                                         |
| ロシア、オホーツク海沿岸                   | 不明 | 不明     | 3.3 m       | 0              | [ 346 ]                                         |
| 千島列島（北方領土を含む）                 | 有   | 有       | 3.3 m       | 0              | [ 346 ] [ 347 ]                                 |
| メキシコ、太平洋沿岸                       | 不明 | 有       | 0.7 m       | 0              | [ 348 ]                                         |
| カナダ、ブリティッシュコロンビア州         | 有   | 有       | 0.5 m       | 0              | [ 349 ]                                         |
| フランス領ポリネシア、タヒチ島             | 有   | 有       | 0.4 m       | 0              | [ 350 ] [ 351 ]                                 |
| フランス領ポリネシア、マルキーズ諸島       | 有   | 有       | 3.0 m       | 0              | [ 352 ]                                         |
| ペルー、カヤオ                             | 有   | 有       | 1.66 m      | 0              | [ 353 ]                                         |
| チリ、イースター島                         | 有   | 有       | 0.3 m       | 0              | [ 354 ]                                         |
| チリ、アリカ                               | 有   | 有       | 0.91 m      | 0              | [ 353 ]                                         |

### 太平洋を往復した津波
津波は太平洋を越え、チリのタルカワノ観測所では2 mの津波を観測した (NOAA)。その津波の反射波が日本に戻ってきて47 - 48時間後に30 - 60 cmの津波が、小名浜、尾鷲、串本の各検潮所で観測されたと見られる。

## 緊急地震速報
| 第報 | 発表時刻       | 経過時間 （秒） | 北緯 | 東経  | 深さ  | Mj  | 備考                                |
| ---- | -------------- | --------------- | ---- | ----- | ----- | --- | ----------------------------------- |
| 1    | 14時46分45.6秒 | 5.4             | 38.2 | 142.7 | 10 km | 4.3 | 最大予測震度1                       |
| 2    | 14時46分46.7秒 | 6.5             | 38.2 | 142.7 | 10 km | 5.9 | 最大予測震度3                       |
| 3    | 14時46分47.7秒 | 7.5             | 38.2 | 142.7 | 10 km | 6.8 | 最大予測震度4                       |
| 4    | 14時46分48.8秒 | 8.6             | 38.2 | 142.7 | 10 km | 7.2 | 最大予測震度5弱、一般向け警報を発表 |
| 5    | 14時46分49.8秒 | 9.6             | 38.2 | 142.7 | 10 km | 6.3 | 最大予測震度4                       |
| 6    | 14時46分50.9秒 | 10.7            | 38.2 | 142.7 | 10 km | 6.6 |                                     |
| 7    | 14時46分51.2秒 | 11.0            | 38.2 | 142.7 | 10 km | 6.6 |                                     |
| 8    | 14時46分56.1秒 | 15.9            | 38.1 | 142.9 | 10 km | 7.2 |                                     |
| 9    | 14時47分02.4秒 | 22.2            | 38.1 | 142.9 | 10 km | 7.6 | 最大予測震度5弱                     |
| 10   | 14時47分10.2秒 | 30.0            | 38.1 | 142.9 | 10 km | 7.7 |                                     |
| 11   | 14時47分25.2秒 | 45.0            | 38.1 | 142.9 | 10 km | 7.7 |                                     |
| 12   | 14時47分45.3秒 | 65.1            | 38.1 | 142.9 | 10 km | 7.9 | 最大予測震度5強                     |
| 13   | 14時48分05.2秒 | 85.0            | 38.1 | 142.9 | 10 km | 8.0 |                                     |
| 14   | 14時48分25.2秒 | 105.0           | 38.1 | 142.9 | 10 km | 8.1 | 最大予測震度6弱                     |
| 15   | 14時48分37.0秒 | 116.8           | 38.1 | 142.9 | 10 km | 8.1 |                                     |

本震に対し、気象庁は石巻大瓜観測点で初期微動（P波）を検知（14時46分40.2秒）した5.4秒後に緊急地震速報（予報）の第一報を発表し、8.6秒後に緊急地震速報（警報）を宮城県・岩手県の全域、福島県の浜通りと中通り、山形県の最上地方と村山地方、秋田県の内陸南部に発表した。震源が海底だったこともありほとんどの地域で主要動が到達する前に緊急地震速報が発表された。実際に震度7を観測した宮城県栗原市ではS波到達まで15秒の猶予があった。しかし、この地震発生の際に発表された緊急地震速報では、予測震度と実測震度が大きく乖離している地点があり、震度5弱以上の強い揺れを観測した青森県、関東・甲信越地方には一般向け緊急地震速報は発表されず、青森・関東・甲信越を放送エリアとする民放のテレビ・ラジオ番組、該当地域にない携帯電話のエリアメール機能などで注意喚起がされなかった。また、地震検知5.4秒後に発表された予報第1報でのマグニチュードは4.3・最大震度1程度以上と過小評価され、一般向けの警報を発表したのはM7.2と推定した地震検知8.6秒後の第4報だった。
気象庁気象研究所は原因としてそれぞれ、最大振幅から推定するマグニチュードの上限に達してしまったこと・震源域の広がりを十分に考慮できなかったこと、地震の最初の振幅が過去の経験則と比較して小さかったことを挙げている。なお速報の第14報において茨城県北部でも震度5弱以上が予想されたが警報の更新条件である60秒以内に満たなかったため発表されなかった。
また本震後に、緊急地震速報が過大に予測されたり、強い地震でも発表されないなど、適切に発表できなくなる問題が発生した。気象庁は原因として、異なる場所でほぼ同時に発生した複数の地震を1つの地震として処理してしまうため、また停電や通信回線の途絶によりデータ処理に使用できる地震計の数が減少したためとしている。この問題に対し気象庁は、ほぼ同時に起きた地震のうち緊急地震速報（警報）の発表対象としていない小規模の地震を計算の対象から外すことにより、2つの地震を誤って結び付ける頻度を減らすシステム改修を行った。

## 被害・影響

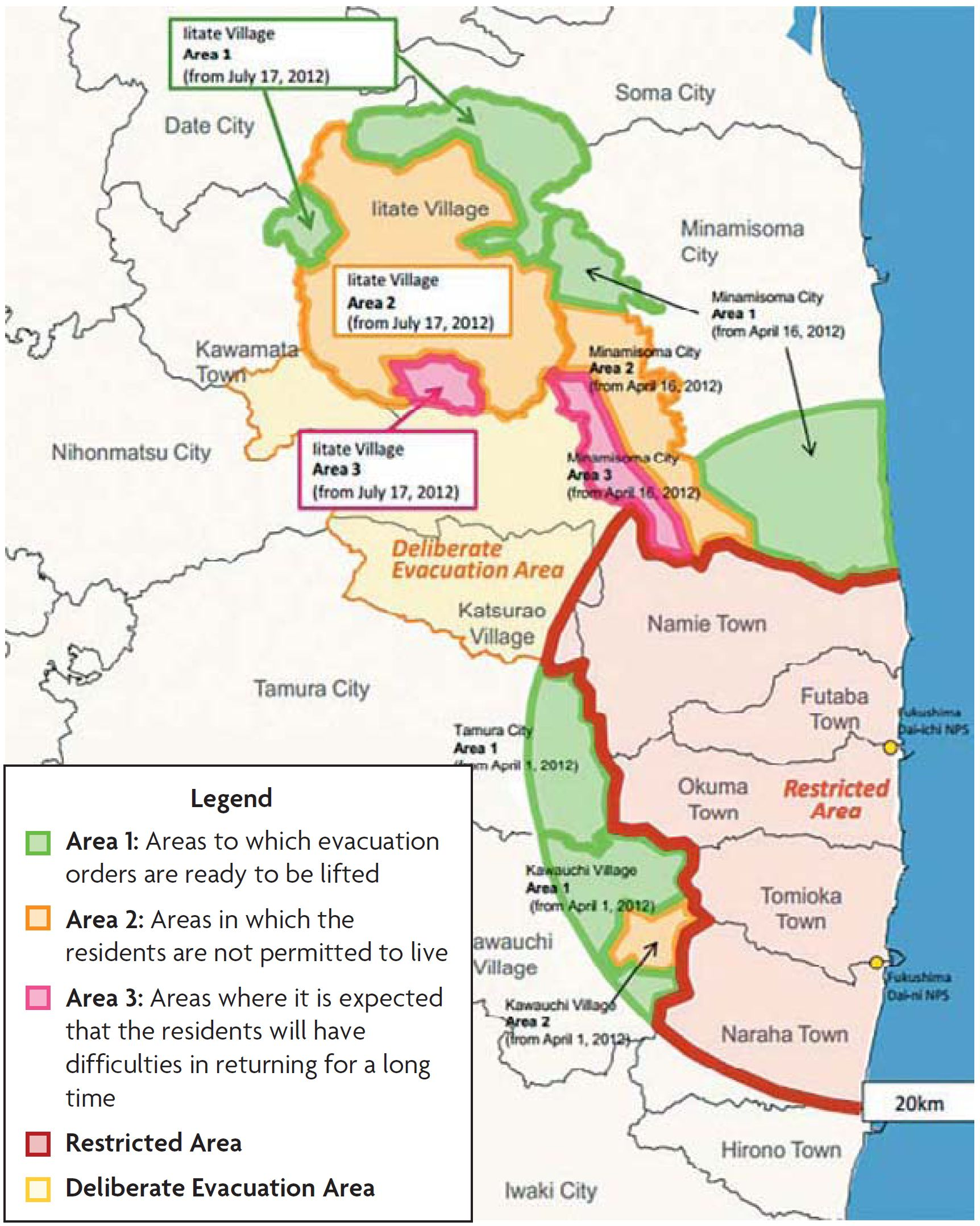
避難ゾーニングの再配置

「東日本大震災」と命名された本地震による日本国内の被害は、地震そのものによる被害に加えて津波・火災・液状化現象・福島第一原子力発電所事故・大規模停電など多岐に渡り、1都9県が災害救助法の適用を受けた。人的被害は災害関連死を含め死者19,759人、行方不明者2,553人（計22,312人）、負傷者6,242人となっており、津波被害を受けた東北地方の太平洋沿岸を中心に関東地方や北海道でも死傷者が出る事態となった。この死者・行方不明者数は、明治以降の日本国内における地震被害としては、明治三陸地震の21,959人を上回り、関東大震災の105,385人に次ぐもので、太平洋戦争後に限っても阪神・淡路大震災の6,437人を大きく上回り、戦後最悪の自然災害となった。物的被害は、全壊122,006棟、半壊283,160棟、一部損壊749,934棟。
津波と原発事故の影響を連続して受けた福島県浜通りなどを中心に複合災害の状況を呈し、避難区域においては救助・捜索活動が中止される事態も発生した。
| 順位 | 名称                                 | 発生日         | 死者・行方不明者数（人） | 規模（M） |
| ---- | ------------------------------------ | -------------- | ------------------------ | --------- |
| 1    | 関東地震（関東大震災）               | 1923年9月1日   | 105,385                  | 7.9       |
| 2    | 東北地方太平洋沖地震（東日本大震災） | 2011年3月11日  | 22,312                   | 9.0       |
| 3    | 明治三陸地震                         | 1896年6月15日  | 21,959                   | 8.2       |
| 4    | 濃尾地震                             | 1891年10月28日 | 7,273                    | 8.0       |
| 5    | 兵庫県南部地震（阪神・淡路大震災）   | 1995年1月17日  | 6,437                    | 7.3       |
| 6    | 福井地震                             | 1948年6月28日  | 3,769                    | 7.1       |
| 7    | 昭和三陸地震                         | 1933年3月3日   | 3,064                    | 8.1       |
| 8    | 北丹後地震                           | 1927年3月7日   | 2,912                    | 7.3       |
| 9    | 三河地震                             | 1945年1月13日  | 1,961                    | 6.8       |
| 10   | 昭和南海地震                         | 1946年12月21日 | 1,443                    | 8.0       |

## 対応・支援と復興

### 対応

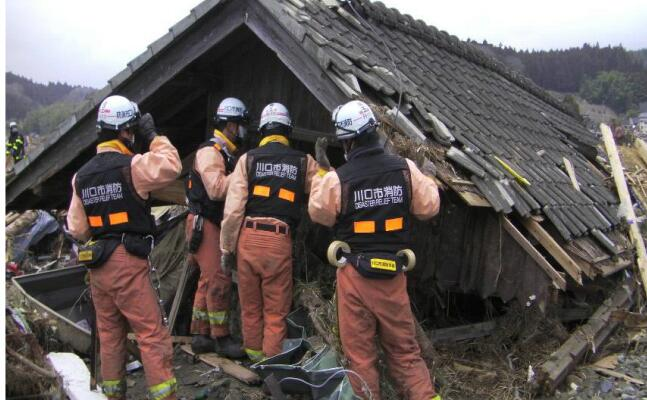
東日本大震災被災地で活動する川口市消防局救助部隊

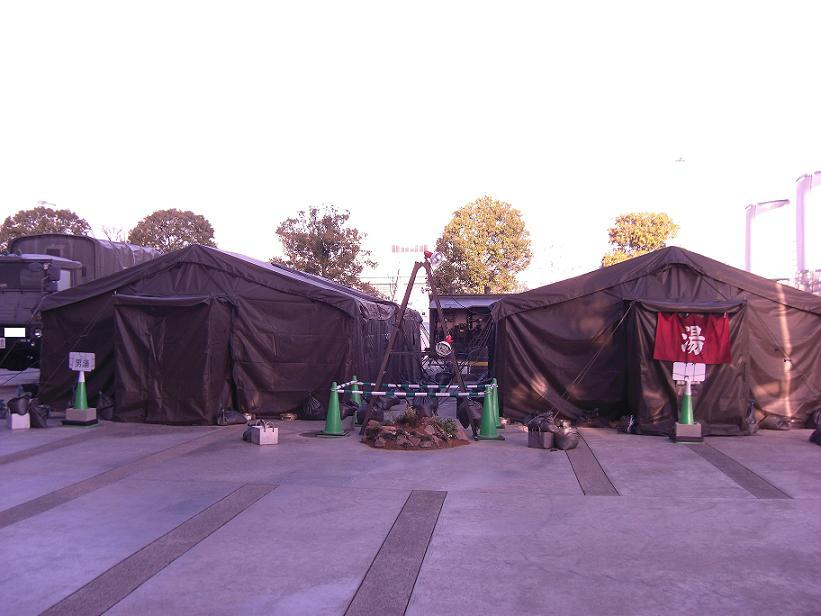
自衛隊によって設営された臨時浴場

津波警報の発表があった沿岸地域では、消防・消防団・警察・自主防災組織・自治体担当者などによる避難誘導が行われたが、中には津波により負傷・殉職した者もいた。発生当日より国内各地から消防の緊急消防援助隊・警察の広域緊急援助隊が派遣され、（原発避難地域も含めて）被災地の救助・捜索・警備などに当たった。最大約6,100人・総数約28,600人（のべ派遣人数は10万人）の消防隊員が派遣された。また最大約4,900人・6月末時点で4,000人以上の警察官が派遣されたほか、海上保安庁も救助・捜索・港湾復旧などを行った。また自衛隊も最大で10万7,000人、7月21日時点でも2万3,000人規模で救助・捜索・避難所支援や復興支援活動を行い、7月下旬に岩手県・宮城県、12月下旬に福島県（原発事故対応を含む）での活動を終えた。

### 支援
国内の多数の企業・団体も震災後に物資提供や金銭などの支援を表明している。また通信・報道企業が災害用伝言板・安否情報提供の運用や情報インフラ支援などを行ったのをはじめ、震災の影響に応じた様々な支援やサービスを提供しているところがある。（震災に対する支援活動参照）
地震直後より、国際連合を始めとした国際機関、アメリカ合衆国やロシア連邦を始めとした世界各国が日本に対して支援の用意があると表明、様々な対応や支援を行っている。特にアメリカは、洋上基地として原子力空母ロナルド・レーガンを派遣するなどの「トモダチ作戦」を展開した。
諸外国政府による公式な対応、支援以外にも、日本国内外を問わず様々な組織・団体または有志が、この地震に対しての支援を表明・実行している。
この地震に対する救援・支援の輪が広がったことから、日本漢字能力検定協会が公募選定する2011年の『今年の漢字』には『絆』が選ばれ、その理由の筆頭に東日本大震災が挙げられた。

### 復興
2011年6月24日に東日本大震災復興対策本部が設置され、復興方針の骨格を決める東日本大震災復興基本法（6月20日可決、6月24日施行）、国の復興業務を一本化した復興庁（2012年2月10日設置）を軸として政府の復興事業は進められている。しかし、当初より原発事故や計画停電に関する件を中心として政府や東京電力などに対して「対応が遅い」などの批判が相次ぎ、復興予算の運用体制や流用先や予算を投入した事業のコストパフォーマンスについても疑問視する声が存在する（東日本大震災の経済への影響#復旧・復興費用を参照）。津波被災地の多くで仮設住宅の建設や基幹産業である水産業の中枢である港湾の復旧が重点的に進められているほか、国の予算配分や有志による義援金の配分に基づいて復興計画が進められている。

## 教訓

### 長期評価の見直し
この地震では、政府が東北地方沖で従来想定していたものとはかけ離れた規模の地震が発生した。そのため政府の地震調査委員会は、東海地震、東南海地震、南海地震などの海溝型地震の長期評価の見直しを行なった。2011年11月に、三陸沖から房総沖までの長期評価を見直したものを発表し、今回のような地震 (Mw8.4 - 9.0) が平均600年間隔で発生していると認定した。また、三陸沖から房総沖までの海溝寄りで、津波マグニチュード (Mt) 8.6 - 9.0（明治三陸地震並み）の津波地震が30年以内に発生する確率が約30%あるとした。

### 津波想定の見直し
国の中央防災会議の専門調査会は、この地震を教訓とした津波対策について検討した。そのうえで、これまでは過去の文献などから確実に地震の全体像が分かった切迫性のある地震だけを考慮して想定を行ってきたが、これからは確度の低いものでも考えうる最大のものを想定することを求めた。また、この地震による津波が防潮堤を超えて甚大な被害をもたらしたことから、津波のレベルとして、住民の避難を柱にした総合的な対策を取るべき最大規模の津波と、防潮堤などで浸水を防げる比較的頻度の高い津波の、2つを想定する必要があるとした。

### 津波警報の見直し
この地震では最初に発表された津波警報の予想高さが実際より低く、避難の遅れにつながった面があった。これは、地震発生直後に算出できる気象庁マグニチュードが、モーメントマグニチュード8を超える巨大地震では過小評価となってしまうからである。そのため気象庁は津波警報の改善を検討し、マグニチュード8を超える可能性がある場合には、その海域で想定される最大マグニチュードに基づいて津波警報の第一報を出す方針を決めた。津波警報の発表には、通常の場合、3分程度で算出できる気象庁マグニチュードをもとにする。しかし、強い揺れの範囲が明らかに広い場合や津波地震であると推定できる場合など、気象庁マグニチュードが過小評価である可能性がある場合には、事前に想定された最大のマグニチュードか、あるいは観測から得られる別の適正なマグニチュードを用いて第一報を発表する。このような場合には規模の推定が困難で、また最大限の危機感を伝えるため、第一報では予想高さを発表せず「巨大」などの表現とする。そして時間の経過とともに精度の高い津波警報に切り替えていく。また東北地方太平洋沖地震では第一波として「0.2 m」のような低いものが発表されて油断を招いたため、後続のさらに高い津波が来る前は「観測中」と発表する。新しい津波警報は、2013年3月7日から運用が始まった
。

### 情報

#### 情報開示・広報
また、原発事故に関連する事故状況や拡散予測の開示、計画停電の発表などに関して、政府や東京電力などが公表が遅い、公表をすべきとの批判を浴びるような例が多数見られた。これに対してIncident Command Postと呼ばれる専門の情報官が指示や広報を担うアメリカのシステムを参考にし、クライシスコミュニケーション（英語）の観点から災害時の情報提供・広報活動を見直すべきとする識者もいる。

#### 災害時のメディア
地震発生後の停電地域や津波の被災地を中心に、情報不足が発生した。従来の報道機関は特別の体制をとって震災に関する報道を行った。他方、従来見られなかったようなソーシャルメディアを介した簡易性・双方向を特徴とする情報発信・入手が広く用いられた。その一方でサイバー犯罪が行われたり、デマ情報・チェーンメールが誤った情報を流布させるといった問題も発生した。福島第一原子力発電所事故関係でも、風評被害、健康への影響や各種基準を巡る情報の錯綜、被曝に関する楽観論と危険論双方の主張の対立、日本の原子力政策を巡る議論など、様々な方面に波紋を呼んだ。